# Armorial des familles de France
- certaines figures sont encore dans un format bitmap et doivent être vectorisées.

L'Armorial des familles de France recense, sans exhaustivité, les armoiries de familles françaises, dès lors qu'elles ont été publiées dans l'un des armoriaux cités dans la bibliographie en fin d'article.
L'armorial intègre les familles subsistantes comme éteintes, les familles nobles et les familles d'ancienne bourgeoisie. Pour certaines familles, sont précisées les reprises du nom en ligne féminine. Quand il s'agit d'une famille noble, ses preuves de noblesse sont indiquées.
Posséder des armoiries ou figurer dans l'Armorial général de France de 1696 n'a jamais constitué une preuve de noblesse. Il en est de même pour les nobiliaires, y compris celui publié par l'Association d'entraide de la noblesse française (ANF) qui ne regroupe que des familles répondant à ses propres critères spécifiques de sélection. La mention ANF donnée pour certaines familles indique qu'on peut retrouver le blasonnement, ainsi que d'autres informations, dans l'armorial édité en 2004 par cette association.

## Liste des armoriaux classés par province
| - Alsace - Angoumois - Anjou - Auvergne - Berry - Bourbonnais - Bourgogne - Bretagne - Champagne - Corse - Dauphiné - Flandre et Artois - Forez - Franche-Comté - Gascogne et Guyenne - Gévaudan - Île-de-France - Languedoc | - Limousin et Marche - Lorraine - Maine et Perche - Nivernais - Normandie - Orléanais - Périgord - Picardie - Poitou - Provence - Quercy - Rouergue - Saintonge et Aunis - Savoie - Touraine - Velay - Vivarais | Anciennes provinces 1789. |

## A
- Haut – A
- B
- C
- D
- E
- F
- G
- H
- I
- J
- K
- L
- M
- N
- O
- P
- Q
- R
- S
- T
- U
- V
- W
- X
- Y
- Z

| Blason                            | Nom de la famille et blasonnement | Devise                                                |
| --------------------------------- | --- | ----------------------------------------------------- |
|                                   | Famille d'Abancourt D'argent, à l'aigle de gueules, becquée et membrée d'or. Maintenue 1668, Beauvaisis. |                                                       |
|                                   | Famille d'Abbeville D'or à trois écussons de gueules. Beauvaisis |                                                       |
|                                   | Famille d'Abillon De gueules à cinq billettes couchées d'argent, rangées en pal. Saintonge |                                                       |
|                                   | Famille d'Abzac D'argent à la bande d'azur, chargée d'un besant d'or ; à la bordure du second, chargée de dix besants du troisième, dont cinq en chef, deux en flancs et trois en pointe. Extraction 1287, Périgord, Limousin. ANF 21/12/1946. |                                                       |
|                                   | Famille d'Aché Chevronné d'or et de gueules de six pièces. Normandie | Bellica virtus                                        |
|                                   | Famille des Acres, marquis D'argent à trois aigles de sable. Normandie |                                                       |
|                                   | Maison d'Adhémar D'or, à trois bandes d'azur. Provence, Dauphiné, Languedoc, Bretagne | Plus d'honneur que d'honneurs                         |
|                                   | Famille d'Agoult D'or au loup ravissant d'azur, armé, lampassé, viléné de gueules., Provence, Dauphiné | Avidus committere pugnam                              |
| Blason Famille d'Albert de Luynes | Maison d'Albert de Luynes, ducs et pairs Écartelé : aux 1 et 4 d'azur à quatre chaînes d'argent posées en sautoir, mouvantes d'un annelet d'argent en abîme et aboutissantes dans les angles du quartier ; aux 2 et 3 d'or au lion de gueules, armé, lampassé et couronné d'azur ; sur le tout, d'or au pal de gueules, chargé de trois chevrons d'argent. Île-de-France, ANF 29/05/1948. |                                                       |
|                                   | Famille d'Albignac D'azur à trois pommes de pin d'or ; au chef du même. Guyenne, Languedoc | Nihil in me nisi valor                                |
| Blason Famille d'Albon            | Famille d'Albon, marquis et pairs Écartelé : aux 1 et 4 de sable à la croix d'or (Albon moderne) ; aux 2 et 3 d'or au dauphin d'azur, posé en pal, allumé, langué, crété, barbé, oreillé, lorré et peautré de gueules (armes du Dauphiné). Auvergne, Provence, Dauphiné | A cruce victoria                                      |
|                                   | Maison d'Albret Écartelé : aux 1 et 4 de France, qui est d'azur à trois fleurs de lys d'or (armes de concession) ; aux 2 et 3 de gueules plein (Albret). Extraction chevaleresque, Gascogne. |                                                       |
| Blason Famille Alies              | Famille Alies Écartelé, aux 1 et 4 d'azur au chien d'argent, aux 2 et 3 fascé d'argent et de gueules à la bande d'azur chargée de trois étoiles d'or. Alias aux 1 et 4 le chien couché, aux 2 et 3 le fascé de quatre pièces, la bande d'or et les étoiles de sable. Languedoc |                                                       |
|                                   | Famille d'Aligre, marquis Burelé d'or et d'azur ; au chef du second, chargé de trois soleils du premier. Beauce | Non uno gens splendida sole                           |
|                                   | Famille Allard D'or au chevron de sable, accompagné en chef de trois étoiles rangées d'azur, et en pointe d'un croissant de gueules. Dauphiné, Poitou, Forez |                                                       |
|                                   | Famille d'Allard du Plantier De sable au lion d'or, armé et lampassé et couronné de gueules ; à la fasce partie d'argent et d'azur, chargée de deux étoiles de l'un en l'autre brochant sur le tout. Dauphiné |                                                       |
|                                   | Famille d'Allemagne Coupé : au 1, parti d'azur à une tour d'or ouverte et ajourée de sable surmontée de trois étoiles rangées en chef d'argent, et de gueules à l'épée haute d'argent ; au 2, d'or à un pont de sable de quatre arches soutenu d'une rivière de sinople en champagne. Bugey                                                                                               |                                                       |
|                                   | Famille Alleman De gueules semé de fleurs de lys d'or ; à la bande d'argent brochant sur le tout. Dauphiné | Tot in corde quot in armis et Altissimus nos fundavit |
|                                   | Famille d'Allonville, comtes D'argent à deux fasces de sable., Normandie, Beauce, Forez |                                                       |
|                                   | Famille d'Amanzé ou Amancey, marquis De gueules à trois coquilles d'or. Bourgogne, Forez |                                                       |
|                                   | Maison d'Amboise, marquis Palé d'or et de gueules. Touraine, Auvergne |                                                       |
|                                   | Famille Amelot de Chaillou, marquis D'azur à trois cœurs d'or, accompagnés en chef d'un soleil du même. Orléanais |                                                       |
|                                   | Famille d'Andigné, comtes D'argent à trois aigles de gueules, becquées et membrées d'azur. Alias au vol abaissé. Anjou, Bretagne | Aquila non capit muscas                               |
|                                   | Famille d'Anglade D'azur à l'aigle éployée d'or. Alias éployée d'or, membrée et becquée de sable. Guyenne, ANF 29/05/1948. | Faisons bien, laissons dire                           |
|                                   | Famille d'Anglure D'or semé de grelots d'argent, soutenus chacun d'un croissant de gueules. Champagne, Lorraine |                                                       |
| Blason Famille d'Anterroches      | Famille d'Anterroches olim de Traverse D'azur, à la bande d'or, chargée de trois mouchetures d'hermine de sable et accompagnée de deux croisettes d'or ; en chef, trois burelles ondées d'argent. Auvergne, ANF 16/12/1954. |                                                       |
|                                   | Famille Arbaleste, vicomtes de Melun D'or au sautoir engrêlé de sable, cantonné de quatre arbalètes tendues de gueules. Île-de-France |                                                       |
|                                   | Famille Ardier D'azur au chevron d'argent, accompagné de trois flammes d'or. Orléanais |                                                       |
|                                   | Famille d'Arexy D'or à la bande de gueules, chargée de trois demi-vols d'argent et accompagnée de deux molettes de même ; au chef d'azur, chargé d'un soleil d'or. Toulouse, ANF 10/06/1982. |                                                       |
|                                   | Famille d'Argent de Deux-Fontaines D'azur, au lion d'argent ; au chef d'or, chargé de trois étoiles de gueules. Champagne, Hainaut. ANF 1954. |                                                       |
|                                   | Famille d'Arlot de Frugies et de La Roque D'azur à trois étoiles d'argent rangées en fasce, accompagnées en chef d'un croissant du même et en pointe d'une grappe de raisin aussi d'argent, feuillée et tigée de sinople. Périgord, ANF 28/05/1933. |                                                       |
|                                   | Famille d'Armagnac de Castanet, comtes Écartelé : aux 1 et 4 d'argent au lion de gueules ; aux 2 et 3 de gueules au léopard lionné d'or (Rodez). Rouergue, ANF 06/07/1964. |                                                       |
|                                   | Famille Arnous-Rivière, barons Coupé au 1 de gueules à trois étoiles d'argent rangées en fasce, au 2 d'argent à une fasce ondée et ombrée de sinople. Bretagne |                                                       |
|                                   | Maison d'Astarac ou Estrac, marquis Écartelé d'or et de gueules. Extraction chevaleresque, Gascogne. |                                                       |
|                                   | Famille d'Astorg de Montbardier et d'Aubarède D'or à une aigle le vol éployé de sable. Languedoc |                                                       |
|                                   | Famille Aubriot De gueules à une étoile d'or ; au chef de Bourgogne ancien, qui est bandé d'or et d'azur, à la bordure de gueules. Bourgogne |                                                       |
|                                   | Famille d'Audiffret, marquis D'or, au chevron d'azur, chargé de cinq étoiles d'or et accompagné en pointe d'une montagne de trois coupeaux de sable, celui du milieu surmonté d'un faucon du même, la tête contournée et la patte dextre levée ; à la bordure componée d'or et de sable de vingt-huit pièces. Provence                                                                    |                                                       |
|                                   | Famille Augier de Moussac D'or à trois croix de sable pommetées par le haut et posées en pal. Poitou |                                                       |
|                                   | Famille d'Aumont, ducs et pairs D'argent, au chevron de gueules, accompagné de sept merlettes de même, quatre en chef et trois en pointe, ces trois dernières mal ordonnées. Picardie | Uni militat astro                                     |

## B
- Haut – A
- B
- C
- D
- E
- F
- G
- H
- I
- J
- K
- L
- M
- N
- O
- P
- Q
- R
- S
- T
- U
- V
- W
- X
- Y
- Z

| Blason                                     | Nom de la famille et blasonnement | Devise                                    |
| ------------------------------------------ | --- | ----------------------------------------- |
|                                            | Famille Bachelu Écartelé : au 1, contre-écartelé denché d'argent et de gueules ; au 2, des barons militaires, c.-à.-d. de gueules à une épée haute d'argent en pal ; au 3, parti d'argent au chevron de gueules accompagné de trois mains appaumées du même, posées deux en chef et une en pointe, et de gueules à trois feuilles de chêne d'argent posées 2 et 1 ; au 4, coupé, au 1 du coupé écartelé d'argent et de gueules, au 2 du coupé fascé d'or et d'azur de quatre pièces. Franche-Comté, Île-de-France. Noblesse d'Empire.                                                                            |                                           |
|                                            | Famille Baduel d'Oustrac D'or à quatre pals d'azur. Rouergue |                                           |
|                                            | Famille de Baecque ou Debaecque Écartelé : aux 1 et 4 d'or au sanglier courant de sable ; aux 2 et 3 d'or à l'aigle éployée (bicéphale, ndlr) de sable. Flandre |                                           |
|                                            | Famille Baillet D'azur à la bande d'argent, accompagnée de deux dragons ailés d'or. Île-de-France |                                           |
|                                            | Famille de Bailleul D'argent, alias d'azur, à la fasce de gueules accompagnée de trois mouchetures d'hermine de sable, deux en chef et une en pointe. Normandie |                                           |
| Blason Famille de Balandonne               | Famille de Balandonne D'argent au lion de sable, armé, lampassé de gueules ; au chef d'azur, chargé de trois molettes d'or. Normandie |                                           |
|                                            | Famille de Balathier, vicomtes De sable à la fasce d'or. Bretagne, Dauphiné, Champagne. ANF 1938. |                                           |
|                                            | Famille de Balby de Vernon olim Cabalbi D'or aux trois poissons d'azur, posés en fasce, celui du milieu regardant à gauche. Extraction 1547, Languedoc, ANF 1966. | Semper de te digna sequere                |
|                                            | Famille de Bancalis de Maurel olim Bancal Écartelé : aux 1 et 4 d'azur à l'aigle d'or (Bancalis) ; aux 2 et 3 d'azur au chevron d'or, accompagné de trois étoiles d'argent (Maurel d'Aragon). Rouergue, ANF 1938. |                                           |
| Blason Famille de Banyuls                  | Famille de Banyuls de Montferré Fascé de d'argent et de sable. Extraction chevaleresque, Roussillon. |                                           |
|                                            | Famille Barazer de Lannurien De gueules à une barre d'hermine, accostée de deux annelets d'argent. Bretagne |                                           |
|                                            | Famille Barbey d'Aurevilly D'azur, à deux bars adossés d'argent, et un chef de gueules chargé de trois besants d'or. Anoblissement 1765, Auvergne. |                                           |
|                                            | Famille de Barbeyrac de Saint-Maurice, marquis De gueules au cheval d'argent ; au chef d'azur, chargé d'un croissant d'argent entre deux étoiles d'or. Languedoc, ANF 26/05/1934. |                                           |
|                                            | Famille des Barres d'Oissery Losangé d'or et de gueules. Île-de-France |                                           |
|                                            | Famille Barrin de La Galissonnière, marquis D'azur à trois papillons d'or. Bretagne |                                           |
|                                            | Famille de Barruel-Beauvert D'or à la bande d'azur, chargée de trois étoiles d'argent. Vivarais, ANF 7/6/1984. |                                           |
|                                            | Famille de Batz de Castelmore, barons D'or à une aigle éployée de sable ; écartelé d'azur au château à deux tours d'argent maçonné de sable. Gascogne |                                           |
|                                            | Maison de Bauffremont Vairé d'or et de gueules. Écartelé : aux 1 et 4 contre-écartelé : au 1 vairé d'or et de gueules (Bauffremont) ; au 2 de gueules à l'aigle d'or chargée sur son estomac d'un écusson de sable à trois têtes de léopard d'argent (Vienne-Listenois) ; au 3 d'azur à dix besants d'argent (Villelume) ; au 4 d'azur au chevron d'or (Gorrevod) ; aux 2 et 3 contre-écartelé : aux 1 et 4 d'azur à trois fleurs de lys et une bordure engrêlée de gueules (Courtenay moderne) ; aux 2 et 3 d'or à trois tourteaux de gueules (Courtenay ancien). Extraction chevaleresque, Lorraine. ANF 1938. | Dieu aide au premier chrétien             |
| Blason Famille de La Baume Le Blanc        | Famille de La Baume Le Blanc de La Vallière, ducs Coupé d'or sur gueules ; au léopard lionné de sable sur l'or et d'argent sur le gueules. Bourbonnais, Touraine |                                           |
|                                            | Famille de La Baume de Montrevel D'or à la bande vivrée d'azur. Bresse |                                           |
|                                            | Famille de La Baume de Suze D'or, à trois chevrons de sable ; au chef d'azur, chargé d'un lion issant d'argent couronné d'or. Dauphiné | Duice et decorum est                      |
|                                            | Famille des Baux De gueules à l'étoile à seize rais d'argent. Provence |                                           |
| Blason Famille de Bazelaire                | Famille de Bazelaire D'argent à trois flèches de gueules posées en sautoir et en pal, liées d'un cordon de sable, au chef d'azur chargé de trois étoiles d'argent. Lorraine |                                           |
| Blason Famille de Beaujeu                  | Famille de Beaujeu D'or au lion de sable, armé et lampassé de gueules ; au lambel de cinq pendants de gueules, brochant sur le lion. Lyonnais | Fort, Fort !                              |
|                                            | Famille de Beaumont, marquis De gueules à la fasce d'argent chargée de trois fleurs de lys d'azur. Extraction 1322, Dauphiné | Impavidum ferient ruinæ                   |
|                                            | Famille de Beaupoil de Saint-Aulaire, marquis De gueules à trois accouples de chien d'argent posées en pal, les laisses d'azur à dextre, en fasces. Limousin, Périgord. ANF 1936. | Semper fidelis                            |
|                                            | Famille de Beaurepaire de Louvagny De sable à trois gerbes d'avoine d'argent liées du même, posées 2 et 1. Anoblissement 1453, Normandie. |                                           |
|                                            | Famille de Becdelièvre, marquis De sable à deux croix latines treflées au pied fiché d'argent ; à une coquille du même en pointe entre les croix. Anoblissement 1442, Bretagne. ANF 1955. | Hoc tegmine tutus                         |
|                                            | Famille Becquet de Sonnay De gueules à trois chevrons d'argent. France |                                           |
|                                            | Famille Belliard, comtes Écartelé : au 1, d'azur à l'épée haute d'argent garnie d'or ; au 2, de gueules aux ruines d'argent ; au 3, de gueules, à un palmier terrassé d'argent adextré d'une pyramide et senestré de deux autres du même ; au 4, d'or au cheval cabré de sable. Empire. Poitou, Normandie. |                                           |
|                                            | Famille de Belloc de Chamborant Écartelé, aux 1 et 4 coupé d'or sur gueules, à la bande coupée d'azur sur argent, chargée d'un poisson de l'un en l'autre posé dans le sens de la bande ; aux 2 et 3, d'or, au lion de sable armé et lampassé de gueules. Toulouse |                                           |
|                                            | Famille Benoist de La Grandière D'azur à la cloche d'argent accostée de deux étoiles du même ; au chef cousu de gueules chargé de trois tours aussi d'argent. Anoblissement 1786, Touraine. | Vir amator civitatis                      |
| Blason Famille Benoit d'Entrevaux          | Famille de Benoît d'Entrevaux D'azur à trois pals d'or, au chef d'argent chargé de trois merlettes de sable. Vivarais |                                           |
|                                            | Famille de Béon, comtes D'or à deux vaches de gueules, accornées, colletées et clarinées d'azur, l'une sur l'autre. Extraction chevaleresque, Guyenne, Languedoc. |                                           |
|                                            | Famille de Bérard de Montalet-Alais, marquis De gueules au demi-vol d'argent. Languedoc | Donec dent sidera sedem                   |
|                                            | Famille Berlier de Vauplane D'azur à un bélier d'argent ; au chef de gueules chargé de trois besants d'or. Provence |                                           |
|                                            | Famille Bernard olim Bernard de Meurin D'argent au chevron de gueules accompagné de trois abeilles au naturel. Flandre * Il y a là non-respect de la règle de contrariété des couleurs : ces armes sont fautives. |                                           |
|                                            | Famille Berthier D'azur à deux épées d'argent, garnies d'or, passées en sautoir, accompagnées d'un soleil d'or et de trois cœurs enflammés du même. Île-de-France |                                           |
|                                            | Famille Bertran de Balanda Parti : au 1 d'azur à la bande de gueules bordée d'or (qui est Bertran) ; au 2 de gueules à deux béliers d'argent passants l'un sur l'autre, accornés, accolés et clarinés d'or (qui est de Balanda). Roussillon |                                           |
|                                            | Famille Besson de La Rochette D'azur à la fasce d'or accompagnée en chef d'un croissant d'argent et en pointe d'un rocher du même. Maintenue 1725, Velay. |                                           |
|                                            | Maison de Béthune D'argent à la fasce de gueules. Artois |                                           |
|                                            | Famille de Bésiade d'Avaray, ducs D'azur à la fasce d'or, chargée de deux étoiles de gueules et accompagnée en pointe d'une coquille du second ; sur le tout d'azur à trois fleurs de lys d'or., Béarn, Orléanais | Vicit iter durum pietas                   |
|                                            | Famille de La Bigne D'argent à trois roses de gueules. Extraction 1480, Normandie. ANF 1961. |                                           |
|                                            | Famille de Bigorie De sinople à trois pals d'argent. Limousin | Rectè                                     |
|                                            | Famille Bigot de Morogues De sable à trois têtes de léopard d'or, lampassées de gueules. Anoblissement 1318, Bretagne, Berry. | Tout de par Dieu                          |
|                                            | Famille Billecart D'azur, à une fasce d'or accompagnée de trois grappes de raisin d'argent en chef, et d'une levrette de même en pointe. Champagne |                                           |
|                                            | Famille de Bizemont D'azur, au chevron d'or, accompagné en chef de deux croissants d'argent, en pointe d'une molette du second. Extraction 1536, Picardie, Île-de-France. ANF 6/6/1942. |                                           |
|                                            | Famille de Blacas, comtes D'argent à une étoile de seize rais de gueules., Provence | Pro Deo, pro rege                         |
|                                            | Famille de Blic D'azur à une bande d'argent chargée de trois roses de gueules. Normandie, Bourgogne |                                           |
|                                            | Famille de Bodin D'azur au chevron d'or, accompagné de trois roses du même ; au chef d'argent, chargé de trois merlettes du champ. Orléanais, ANF 1945. |                                           |
|                                            | Famille Bohier de Saint-Cirgues D'or au lion d'azur et un chef de gueules. Auvergne, Champagne, Touraine | S'il vient à point, m'en souviendrai      |
|                                            | Famille Boileau de Saint-Pau D'azur au chevron d'or surmonté de trois trèfles du même. Île-de-France |                                           |
| Blason Famille Boiseon                     | Famille de Boiséon, comtes D'azur au chevron d'argent, accompagné de trois têtes de léopard d'or. Bretagne |                                           |
|                                            | Famille de Boissat alias Boissac, alias Boissat de Mazerat et de Lagrave De gueules à une bande d'argent accompagnée de six besants d'or mis en orle., Alias d'azur, à trois roses de gueules boutonnées d'or. Alias de gueules à six besants d'or 3, 2, 1. Anoblissement 1586, Dauphiné, Périgord. | Sans regret du passé, ni peur de l'avenir |
|                                            | Famille de Boissieu D'azur au chevron d'or chargé d'un trèfle d'azur. Anoblissement 1784, Lyonnais. ANF 1936. |                                           |
|                                            | Famille de Bompard D'azur, à deux palombes d'argent posées sur un écot d'or mis en fasce. Provence |                                           |
|                                            | Famille Bonaparte olim Buonaparte De gueules à deux barres d'or, accompagnées de deux étoiles du même, une en chef et une en pointe. Alias d'azur, à l'aigle d'or empiétant sur un foudre du même. Corse, France |                                           |
|                                            | Famille Bonnin de La Bonninière de Beaumont ou Bonin, marquis D'argent à une fleur de lys de gueules. Extraction chevaleresque, Touraine. | Virtute comite sanguine                   |
|                                            | Famille Bordes De gueules, à la bordure d'or chargée de huit grenades tigées et feuillées de sinople. Guyenne |                                           |
|                                            | Famille de Borrey D'argent à trois bandes d'azur ; au chef de gueules chargé d'un lion léopardé d'argent. Franche-Comté |                                           |
|                                            | Famille du Bot de Launay D'azur à la croix alésée d'or, chargée d'un cœur de gueules et accompagnée de trois croissants d'argent, un en chef et deux en pointe, ces deux derniers surmontés chacun d'une étoile du second. Bretagne |                                           |
|                                            | Famille de Boucher de La Tour du Roch D'argent à deux lions rampants (alias affrontés) de gueules ; au chef d'azur chargé d'un croissant accosté de deux étoiles, le tout d'or. Extraction, maintenue 1641, Guyenne. |                                           |
|                                            | Famille Boudran D'azur à la bande d'or chargée de trois cœurs de gueules. Franche-Comté |                                           |
|                                            | Maison de Bourbon Busset, comtes D'azur à trois fleurs de lys d'or ; au bâton de gueules péri en barre posé en abîme, et un chef d'argent chargé d'une croix potencée d'or, cantonnée de quatre croisettes du même. Extraction chevaleresque, France. ANF 1992. |                                           |
|                                            | Famille de La Bourdonnaye, marquis De gueules à trois bourdons de pèlerin d'argent posés en pals, 2 et 1. Ancienne extraction 1427, Bretagne. ANF 1948. |                                           |
| Blason Famille Bouret                      | Famille Bouret, écuyers D'azur à trois canettes d'argent. Paris |                                           |
| Blason Maison de Bourgogne                 | Maison de Bourgogne-Ivrée comtes palatins D'azur semé de billettes d'or ; au lion du même, brochant sur le tout. Franche-Comté |                                           |
|                                            | Famille Bourgoin de Faulin ou Bourgoing D'argent à trois tourteaux de gueules. Bourgogne |                                           |
|                                            | Famille de Bourgoing, comtes D'azur à la croix ancrée d'or. Nivernais |                                           |
|                                            | Famille Bourguignon d'Herbigny De sable à une flamme de gueules mouvante de la pointe de l'écu. Ardennes * Il y a là non-respect de la règle de contrariété des couleurs : ces armes sont fautives. | Ardens ut ignis                           |
|                                            | Famille de Bouville D'argent à la fasce de gueules, chargée de trois annelets d'or. Normandie |                                           |
|                                            | Famille de Boyer de Montégut et de Sainte-Suzanne D'argent au chevron de sable accompagné en chef de deux croissants du même, et en pointe d'une corneille aussi de sable ; au chef d'azur chargé d'un croissant d'or accosté de deux étoiles du même. Comté de Foix |                                           |
|                                            | Famille de Bragelongne, marquis De gueules à la fasce d'argent, chargée d'une coquille de sable et accompagnée de trois molettes d'or. Bourgogne, Île-de-France | Non cedam malis                           |
|                                            | Famille de Brébisson De gueules au lion d'argent. Normandie |                                           |
|                                            | Famille Le Breton de Vannoise D'argent à trois roses de gueules. Normandie |                                           |
|                                            | Famille Briçonnet D'azur à la bande componée d'or et de gueules de cinq pièces, le premier compon de gueules chargé d'une étoile d'or ; ladite bande accompagnée d'une étoile d'or, posée au canton senestre du chef. Touraine | Ditat servata fides                       |
| Blason Maison de Brienne                   | Maison de Brienne D'azur semé de billettes d'or ; au lion du même, brochant sur le tout. Champagne |                                           |
|                                            | Maison de Broglie D'or, au sautoir ancré d'azur., France, ANF 28/05/1933. | Pour l'avenir                             |
|                                            | Famille Brossart de Kermant D'azur au chevron d'argent, accompagné de trois fleurs de lys d'or. Bretagne | Audenti succedit opus                     |
|                                            | Famille de Brosse D'azur à trois brosses d'or, liées de gueules. Limousin |                                           |
| Blason Famille de la Brousse de Verteillac | Famille de La Brousse de Verteillac D'or au chêne arraché de sinople, englanté du champ ; au chef d'azur chargé de trois étoiles du premier. Périgord | Oncques ne rebrousse                      |
|                                            | Famille de Bruc D'argent, à une rose de gueules boutonnée d'or. Bretagne | Flos florum eques equitum                 |
|                                            | Famille de Bruchard D'azur, à trois fasces d'or et à la bande de gueules brochant sur le tout. Limousin |                                           |
|                                            | Famille de Brueys D'or au lion de gueules, armé et lampassé de sable, et une cotice d'azur, bordée d'argent, brochant sur le tout, embrassée des deux pattes de devant du lion. Languedoc |                                           |
| Blason Famille Brugiere de Barante         | Famille Brugière de Barante, barons Écartelé : aux 1 et 4 d'or, à quatre bruyères de sinople soutenues d'une champagne de même, au chef d'azur, chargé d'un soleil rayonnant d'argent ; aux 2 et 3 d'azur, à la croix pattée d'argent. Auvergne |                                           |
|                                            | Famille de Brunet de Neuilly De gueules à deux chevrons alésés d'or, accompagnés de trois étoiles d'argent, 2 et 1. Vexin | Virtute duce                              |
|                                            | Famille de Bruyères-Chalabre D'or au lion de sable, la queue fourchue, nouée et passée en sautoir. Chalabre, Languedoc | Sola fides sufficit                       |
|                                            | Famille de Bucy D'argent à dix billettes de gueules ordonnées 4, 3, 2, 1. Île-de-France |                                           |
| Blason Bueil                               | Famille de Bueil, marquis D'azur au croissant d'argent, accompagné de six croix potencées au pied fiché d'or. Touraine |                                           |
|                                            | Famille de Buisson de Bournazel, marquis D'or au buisson de sinople, terrassé du même ; au chef d'argent, chargé d'un lion issant de sable. Rouergue |                                           |
|                                            | Famille de Buson de Champdivers Parti d'argent et de gueules à trois quintefeuilles de même posées en bande de l'un en l'autre. Franche-Comté | Aut perfice, aut ne tentes                |
|                                            | Famille de Butler D'or au chef d'azur émanché de deux pièces et deux demies ; écartelé de gueules à trois coupes [couvertes] d'or. Aunis, Saint-Domingue, ANF 1935. |                                           |

## C
- Haut – A
- B
- C
- D
- E
- F
- G
- H
- I
- J
- K
- L
- M
- N
- O
- P
- Q
- R
- S
- T
- U
- V
- W
- X
- Y
- Z

| Blason                            | Nom de la famille et blasonnement | Devise                                                 |
| --------------------------------- | --- | ------------------------------------------------------ |
|                                   | Famille Cabon de Lesmaëdic D'argent à trois têtes de chapon arrachées de gueules. Alias de gueules au chapon d'argent. Bretagne |                                                        |
|                                   | Famille de Cacqueray D'or à trois roses de gueules, posées 2 et 1. Extraction 1470, Normandie, ANF 1938. |                                                        |
|                                   | Famille de Cadoudal D'azur au dextrochère armé d'or, mouvant du flanc dextre, tenant une épée d'argent montée d'or et chargée d'un bouclier d'hermine surchargé d'une fleur de lys de gueules en abîme. Anoblissement 1815, Bretagne. ANF 1938. |                                                        |
|                                   | Famille de Calouin de Tréville, vicomtes De gueules à trois quintefeuilles d'argent. Languedoc |                                                        |
|                                   | Famille de Cambacérès D'or au chevron de gueules, accompagné de trois roses du même., Languedoc |                                                        |
|                                   | Maison du Cambout de Coislin, ducs et pairs De gueules à trois fasces échiquetées d'argent et d'azur. Bretagne | Jamais en vain                                         |
|                                   | Famille de Candie De gueules semé de fleurs de lys d'or ; à la bande d'azur brochant sur le tout. Savoie | Tout à rebours                                         |
|                                   | Famille Capitain de Clacy De sinople à une bande d'or, accompagnée de six besants de même en orle. Champagne, Île-de-France |                                                        |
|                                   | Famille de Cardevac d'Havrincourt ou Cardevaeque, marquis D'hermine, au chef de sable. Anoblissement 1596, Artois. | À jamais Cardevac                                      |
|                                   | Famille de Carné et Carné-Trécesson-Coëtlogon, marquis D'or à deux fasces de gueules., Alias écartelé, aux 1 et 4 de gueules à trois chevrons d'hermine, aux 2 et 3 de gueules à trois écussons d'hermine, sur le tout d'or à deux fasces de gueules. Extraction 1248, Bretagne. ANF 1933.                                                                              | Plutôt rompre que plier                                |
|                                   | Famille Cassini D'or à la fasce d'azur, accompagnée de six étoiles de même. Île-de-France |                                                        |
|                                   | Famille de Castelbajac, marquis D'azur à la croix d'argent abaissée en pointe sous trois fleurs de lys d'or en chef 2 et 1., Bigorre | Lilia in cruce floruere                                |
|                                   | Famille de Castellane, marquis De gueules, à un château sommé de trois tours d'or, la tour du milieu plus élevée que les deux autres. Extraction chevaleresque, Provence. ANF 1942. |                                                        |
|                                   | Famille de Caumont D'azur, à trois léopards d'or l'un sur l'autre lampassés, armés, couronnés de gueules. Alias tiercé en bande d'or, de gueules et d'azur. Extraction chevaleresque, Gascogne. ANF 1946. |                                                        |
|                                   | Famille de Caunes De gueules à un chevron d'argent accompagné de trois roches de même, deux en chef et une en pointe ; au chef cousu d'azur, chargé de trois canettes d'argent posées en fasce. Languedoc |                                                        |
| Blason Famille du Cauzé           | Famille du Cauzé de Nazelle-Guignicourt, marquis D'or au lion de sinople couronné de gueules, à la fasce de sable chargée de trois molettes d'or, brochant sur le tout. Alias de sable au lion d'argent armé et lampassé de gueules, à la bande d'or chargée de trois molettes de sable brochant sur le tout. Maintenue 1680, Guyenne. ANF 1939.                        |                                                        |
|                                   | Famille Chabalier olim de Chabalier D'azur à un sanglier passant d'argent, défendu de gueules ; au chef d'argent chargé d'une tour de gueules crénelée et ajourée, la porte ouverte d'azur au ruisseau naissant de cette porte du même. Alias d'argent au sanglier rampant de gueules, enclos dans un trécheur fleurdelisé de huit pièces du même., Gévaudan, Languedoc | Cui me insequitur, adsum                               |
|                                   | Famille de Chabannes de Curton et La Palice, marquis De gueules au lion d'hermine, armé, lampassé et couronné d'or. Limousin, Auvergne. ANF 1935. | Je ne le cède à nul autre                              |
|                                   | Famille de Chabot D'or à trois chabots de gueules., Extraction chevaleresque, Poitou, Bretagne. ANF. | Concussus surgo et Virtutem extendere factis           |
|                                   | Maison de Chalon et princes d'Orange De gueules, à la bande d'or. Alias écartelé ; aux 2 et 3 d'or au cor de chasse d'azur lié de gueules, virolé et engrêlé d'argent (Orange) ; sur le tout cinq points d'or équipollés à quatre d'azur (Genevois). Franche-Comté, Bourgogne, Provence                                                                                 | Riche de Chalon                                        |
|                                   | Famille de Chambes de Montsoreau, comtes D'azur semé de fleurs de lys d'argent ; au lion du même, armé, lampassé et couronné de gueules, brochant sur le tout. Anjou, Bourgogne |                                                        |
|                                   | Famille de Chambon-Tallayat De gueules au sautoir d'or. Auvergne |                                                        |
|                                   | Famille de Champlitte-Pontailler ou Pontailler, barons De gueules au lion d'or, couronné du même, armé et lampassé d'azur. Franche-Comté, Champagne, Bourgogne |                                                        |
|                                   | Famille de Chansiergues du Bord et d'Ornano D'azur à trois flambeaux d'argent allumés de gueules ; au chef cousu du même chargé de trois étoiles d'or. Vivarais | Lux amicis hostibus ignis                              |
|                                   | Famille de Chapon D'azur à la bande d'or, chargée de trois têtes de lion de gueules. Dauphiné |                                                        |
|                                   | Famille de Chaptal De gueules à une tour d'or, maçonnée de sable, accostée de quatre étoiles d'or. Languedoc |                                                        |
|                                   | Famille Charette de La Contrie ou Charrette, barons D'argent au lion de sable, armé et lampassé de gueules, accompagné en pointe de trois canettes du second, becquées et membrées de gueules., Extraction chevaleresque, Bretagne. ANF 1938. |                                                        |
|                                   | Famille de Charny De gueules à trois écussons d'argent, posés 2 et 1. Picardie |                                                        |
|                                   | Famille de Charrin, comtes D'argent à la fasce de sable chargée de deux annelets croisés d'argent ; au chef d'azur chargé de trois besants d'argent. Anoblissement 1733, Lyonnais. |                                                        |
|                                   | Famille de Chastenet de Puységur D'azur au chevron d'or, accompagné en pointe d'un lion passant du même, au chef aussi d'or., Extraction, Gascogne. ANF 1959. |                                                        |
|                                   | Famille de Châteaubriant olim Châteaubriand, comtes De gueules semé de fleurs de lys d'or. Alias semé de pommes de pin d'or. Bretagne | Mon sang teint les bannières de France et Je sème l'or |
| Blason Chateauneuf-Randon         | Famille de Châteauneuf-Randon D'or à trois pals d'azur ; au chef de gueules. Languedoc, Auvergne | Deo juvante                                            |
|                                   | Maison de La Châtre, ducs De gueules à la croix ancrée de vair. Extraction chevaleresque, Berry. |                                                        |
|                                   | Famille de Chaunac de Lanzac, vicomtes D'argent au lion de sable, armé, lampassé et couronné de gueules. Auvergne, Quercy, Périgord | Armis et atavis et Fides                               |
|                                   | Famille de Chavagnac De sable à trois fasces d'argent, accompagnées en chef de trois roses d'or. Auvergne, ANF 1938. |                                                        |
|                                   | Famille de Chazelles D'azur à une tête de léopard d'or, lampassée de gueules ; au chef cousu de gueules chargé à dextre d'un croissant d'argent et à senestre d'une étoile du même. Languedoc |                                                        |
|                                   | Famille Chebrou D'azur, au cerf d'argent rampant. Anoblissement 1736, Poitou, ANF 2002. |                                                        |
|                                   | Famille de Chérade de Montbron, comtes D'azur à trois losanges d'or. Angoumois, ANF 1936. |                                                        |
|                                   | Famille de La Chevardière de La Grandville D'argent à un branche de fougère de sinople. Extraction 1520, Champagne. ANF 1935. |                                                        |
|                                   | Famille de Chevron Villette, barons D'azur au chevron d'or, rempli de gueules, accompagné de trois lionceaux d'or, deux en chef affrontés et un en pointe. Savoie |                                                        |
|                                   | Famille de Chieusses de Combaud ou Chieusse Parti : au 1 d'azur au chevron d'or, accompagné en pointe d'un rosier du même, au chef d'argent ; au 2 d'or à trois bandes de gueules, au lion d'azur, montant sur la dernière. Maintenue 1708, Provence. |                                                        |
| d'argent à l'aigle de sable       | Famille de Chièvres D'argent à une aigle éployée de sable. Poitou |                                                        |
|                                   | Famille Chiris D'azur, à une fasce d'argent, chargée de trois roses de gueules. Provence |                                                        |
| Blason Famille de Choiseul        | Maison de Choiseul D'azur à la croix d'or, cantonnée de dix-huit billettes du même, cinq dans chaque canton en chef posées en sautoir, quatre dans chaque canton de la pointe, cantonnées. Champagne, Île-de-France |                                                        |
|                                   | Famille de Cholet D'or à un pin de sinople, terrassé du même, et un lion léopardé de sable, brochant sur le pin ; au comble de gueules, chargé de trois étoiles d'argent. Guyenne |                                                        |
|                                   | Famille Chosson du Colombier De gueules au lion d'or. Dauphiné |                                                        |
|                                   | Famille Chrétien de Pommorio, vicomtes De sinople à la fasce d'or, accompagné de trois casques du même, tarés de profil. Bretagne | En bon chrétien                                        |
|                                   | Famille Le Cirier D'azur, à trois licornes saillantes d'or. Île-de-France |                                                        |
|                                   | Famille de Clapiers de Vauvenargues et de Collongues Fascé d'azur et d'argent ; au chef d'or. Provence |                                                        |
|                                   | Famille Clary D'azur au vol d'argent, chargé d'une épée haute du même montée d'or, surmontée de deux étoiles du même ; au chef aussi d'or, chargé de deux roses tigées et feuillées au naturel. Provence |                                                        |
|                                   | Famille Clary de Saint-Angel D'azur au chevron d'or, surmonté d'un croissant d'argent et accompagné en chef de deux clefs d'or et en pointe d'un soleil du même. Limousin |                                                        |
|                                   | Famille Le Clément de Taintégnies, barons De gueules à trois trèfles d'or ; au chef d'argent, chargé de trois merlettes de sable. Cambrésis | Clémence et vaillance                                  |
|                                   | Famille de Clerc Coupé : au 1 d'or à une cuirasse de sable, surmontée de trois étoiles de gueules, rangées en chef ; au 2 d'azur au lion d'or, tenant un sabre d'argent. France |                                                        |
| Blason Famille Le Clerc de Juigne | Famille Le Clerc de Juigné, marquis D'argent, à la croix de gueules, bordée-engrêlée de sable et cantonnée de quatre aigles du même, becquées et armées du second. Anjou, Maine |                                                        |
|                                   | Maison de Clermont-Tonnerre De gueules à deux clefs d'argent, passées en sautoir. Extraction 1080, Dauphiné, ANF 1935. | Si omnes, ego non                                      |
|                                   | Famille de Coëtivy, comtes Fascé d'or et de sable. Bretagne | Bepred                                                 |
|                                   | Famille de Coëtlogon, marquis De gueules à trois écussons d'hermine. Extraction 1371, Bretagne. ANF 1946. | De tout temps Coëtlogon                                |
|                                   | Famille de Cointet de Filain, barons De sable au sautoir d'argent ; au chef d'or. Nivernais, Franche-Comté, Alsace. |                                                        |
|                                   | Famille de Colbert de Seignelay, marquis D'or, à une couleuvre ondoyante en pal d'azur. France | Servat et abstinet                                     |
|                                   | Famille de Coligny De gueules à l'aigle d'argent, becquée, membrée et couronnée d'azur. Extraction chevaleresque, Bresse. |                                                        |
|                                   | Famille de Collabaud ou Colabau D'azur à la bande d'argent, chargée de trois mouchetures d'hermine de sable. Lyonnais |                                                        |
| Blason Famille Colome de Davant   | Famille Colome de Davant De sable à la colonne d'or. Béarn |                                                        |
|                                   | Maison de Comminges D'argent, à la croix pattée de gueules. Alias de gueules à quatre otelles d'argent. Extraction chevaleresque, Gascogne. ANF 2010. | En vivant nous amendons                                |
|                                   | Famille Conen de Saint-Luc Coupé d'or et d'argent, au lion de l'un en l'autre, armé, lampassé et couronné de gueules. Bretagne | Qui est sot a son dam                                  |
|                                   | Famille de Coppier D'azur à trois coupes d'or. Extraction chevaleresque, Savoie. |                                                        |
|                                   | Famille de Corneillan De gueules à la bande d'argent, chargée de trois corneilles de sable. Rouergue |                                                        |
|                                   | Maison de Cossé-Brissac, ducs De sable à trois fasces d'or, denchées par le bas. Extraction chevaleresque, Anjou. ANF 1948. | Æquabo su faveas                                       |
|                                   | Famille Couloumy, barons Écartelé : aux 1 et 4 d'azur à un lion contourné d'argent ; au 2 de gueules à l'épée haute d'argent ; au 3 d'or à un pal d'azur chargé de deux étoiles d'or. Limousin |                                                        |
|                                   | Famille Courbon de Saint-Genest D'azur à la fasce d'or, chargée de trois étoiles de gueules et accompagnée de quatre croissants d'or, trois en chef et un en pointe. Forez, ANF 16/05/1936. |                                                        |
|                                   | Famille de Courrèges D'or, à une fasce échiquetée d'azur et d'or de deux tires, accompagnée en chef de deux molettes d'azur et en pointe d'un lion léopardé de sable, lampassé de gueules. Origine Béarn. ANF. |                                                        |
|                                   | Famille Court de Fontmichel D'or à un arbre arraché de sinople, sommé d'un pigeon d'argent, becquetant un fruit de l'arbre ; au chef de gueules, chargé de trois étoiles d'or. Provence, ANF 1953. |                                                        |
|                                   | Famille de Craon Losangé d'or et de gueules. Anjou, Bretagne |                                                        |
|                                   | Famille de Cremoux, comtes D'azur à trois grenades d'or. Extraction 1546, Guyenne. ANF 31/05/2008. |                                                        |
|                                   | Famille de Créquy, ducs D'or au créquier de gueules. Artois, Picardie |                                                        |
|                                   | Famille Crespin du Bec ou du Bec-Crespin Fuselé d'argent et de gueules. Normandie |                                                        |
|                                   | Maison de La Croix de Castries D'azur à la croix d'or. Anoblissement par charge 1487, Languedoc. ANF 1936. |                                                        |
|                                   | Famille de La Croix de Ravignan D'azur à une croix d'or, cantonnée de quatre roses du même. Anoblissement 1731, Gascogne. ANF 1970. |                                                        |
|                                   | Famille de La Cropte de Chantérac, marquis D'azur à la bande d'or, accompagnée de deux fleurs de lys du même. Extraction XIIe siècle, Périgord. ANF 1947. |                                                        |
|                                   | Maison de Croÿ, ducs D'argent à trois fasces de gueules. Extraction chevaleresque, Picardie. ANF 1938. |                                                        |
|                                   | Famille Crozat de Thiers ou Crosat, marquis De gueules au chevron d'argent, accompagné de trois étoiles du même. Languedoc |                                                        |
| Blason Famille de Crussol         | Maison de Crussol Fascé d'or et de sinople. Languedoc |                                                        |
|                                   | Famille de Cugnac Gironné d'argent et de gueules. Guyenne, Poitou | Comme il nous plaît et Ingratis servire nefat          |
|                                   | Famille de Custine Écartelé : aux 1 et 4 d'argent à la bande coticée de sable (Custine) ; aux 2 et 3 de sable semé de fleurs de lys d'argent (Lombu). Extraction chevaleresque, Lorraine. |                                                        |

## D
- Haut – A
- B
- C
- D
- E
- F
- G
- H
- I
- J
- K
- L
- M
- N
- O
- P
- Q
- R
- S
- T
- U
- V
- W
- X
- Y
- Z

| Blason                    | Nom de la famille et blasonnement | Devise                                                     |
| ------------------------- | --- | ---------------------------------------------------------- |
|                           | Famille de Damas D'or à la croix ancrée de gueules. Extraction 1063, Forez, Bourgogne, Champagne, Nivernais, Bresse. ANF 1936. | Et fortis et fidelis                                       |
|                           | Famille Darodes de Tailly D'argent au chevron d'azur, accompagné en pointe d'un croissant du même ; au chef de gueules, chargé de trois étoiles d'or. Guyenne, Normandie, Champagne |                                                            |
|                           | Famille Dax d'Axat D'azur au chevron d'or, chargé sur la cime d'une quintefeuille de gueules., Maintenue 1668, Languedoc, ANF 1956. | Decus et tutamen in armis                                  |
|                           | Famille Delpech de Frayssinet olim Delpuech De sable au lion d'or, et une épée de gueules brochant sur le tout. Alias d'azur, au lion d'or grimpant sur une montagne adextrée d'argent, au chef cousu de gueules chargé de trois étoiles d'argent. Languedoc, Guyenne                                                                      | Je suis plus fort que la force ou Mon droit prime la force |
|                           | Famille de Dieuleveult de Launay D'azur à six croissants contournés d'argent. Anoblissement 1816, Normandie, Bretagne. ANF 1938. | Diex le volt !                                             |
|                           | Famille Digaultray De sinople à une tête de léopard d'argent en chef et deux ancres du même en pointe. Bretagne |                                                            |
| Blason Famille de Digoine | Famille de Digoine du Palais, marquis Échiqueté d'argent et de sable, de sept tires, chacune de six points. Extraction chevaleresque, Bourgogne, Languedoc. | Virtutis fortuna comes                                     |
|                           | Famille de Dio-Palatin, marquis Fascé d'or et d'azur à six pièces, à la bordure de gueules. Bourgogne |                                                            |
|                           | Famille Dodart D'azur au sautoir d'argent, cantonné de quatre besants d'or., Berry, Île-de-France |                                                            |
| Blason Famille Dodun      | Famille Dodun, marquis D'azur à la fasce d'or, chargée d'un lion issant de gueules et accompagnée de trois grenades du second, ouvertes de gueules. Île-de-France |                                                            |
|                           | Famille Dorion Fuselé d'argent et de sable ; à une tour d'or brochant sur le tout. Poitou |                                                            |
|                           | Famille du Drac D'or, au dragon de sinople couronné et lampassé de gueules. Picardie, Île-de-France |                                                            |
|                           | Maison de Dreux Échiqueté d'or et d'azur ; à la bordure de gueules. Maison capétienne, Île-de-France, Bretagne. |                                                            |
|                           | Famille de Dreux-Brézé, marquis D'azur au chevron d'or, accompagné en chef de deux roses d'argent et en pointe d'un soleil du second. Anoblissement par charge 1594, Poitou. ANF 1940. |                                                            |
|                           | Famille de Drouas D'azur au chevron d'or, accompagné de trois fers de lance d'argent, au chef du second chargé de trois molettes de sable. Bourgogne, ANF 1939. | Pretium virtutis                                           |
|                           | Famille Drouet de La Thibauderie Écartelé, aux 1 et 4 d'azur au chevron d'or, aux 2 et 3 de gueules à trois cœurs d'or. Poitou, ANF 16/06/1945. |                                                            |
|                           | Famille Dugas de La Catonnière et du Villard Coupé, au 1 de gueules à deux cimeterres (alias épées) d'argent passés en sautoir, au 2 d'azur au chêne d'or terrassé du même. Alias au 1 à deux épées en sautoir d'or la pointe en haut, au 2, au cognassier arraché d'or. Forez, Velay. ANF.                                                |                                                            |
|                           | Famille Dupont de Dinechin olim de Dineschin D'azur au lion d'or armé et lampassé de gueules, tenant de ses pattes de devant une hache d'armes d'argent, accompagné en chef et à dextre d'un soleil d'or mouvant de l'angle du chef et à senestre et en pointe d'une étoile aussi d'or. Anoblissement 1756, Lyonnais, Brionnais. ANF 1956. |                                                            |
|                           | Famille Duprat olim du Prat, marquis D'or à la fasce de sable, accompagnée de trois trèfles de sinople. Auvergne, Île-de-France | Spes mea Deus                                              |
|                           | Famille Dupuy de Farge D'or à la bande de sable, chargée de trois roses d'argent ; au chef d'azur, chargé de trois étoiles du champ. Forez |                                                            |
|                           | Famille Durand de Sartoux Parti d'or et de gueules, au lion couronné de sable, lampassé de gueules, brochant sur le tout. Alias le lion lampassé et viléné. Provence |                                                            |
|                           | Famille Durant de La Pastellière D'argent à un chevron d'azur, accompagné de trois grenades de gueules tigées et feuillées de sinople. Poitou |                                                            |
|                           | Maison de Durfort, ducs Écartelé : aux 1 et 4 d'argent à la bande d'azur (Durfort) ; aux 2 et 3 de gueules au lion d'argent (Lomagne). Guyenne |                                                            |
|                           | Famille Dussargues D'azur à trois poissons nommés sargues, d'argent, posés 2 et 1, marqués de raies de sable allant du dos au ventre ; au chef cousu de gueules. Languedoc |                                                            |
|                           | Famille Dutheil de La Rochère D'or au chef d'azur, au lion de gueules, armé, lampassé et couronné d'argent, alias de sable, brochant sur le tout. Poitou |                                                            |

## E
- Haut – A
- B
- C
- D
- E
- F
- G
- H
- I
- J
- K
- L
- M
- N
- O
- P
- Q
- R
- S
- T
- U
- V
- W
- X
- Y
- Z

| Blason                              | Nom de la famille et blasonnement | Devise               |
| ----------------------------------- | --- | -------------------- |
|                                     | Famille d'Escayrac de Lauture D'argent, à trois bandes de gueules. Extraction chevaleresque 1040, Quercy. |                      |
|                                     | Famille d'Escoubleau de Sourdis, marquis Parti d'azur et de gueules, à la bande d'or brochant sur le tout. Extraction chevaleresque, Poitou. |                      |
| Blason Famille d'Esparbes de Lussan | Famille d'Esparbès de Lussan D'argent à la fasce de gueules, accompagnée de trois éperviers de sable. Alias trois merlettes. Extraction chevaleresque, Armagnac. |                      |
|                                     | Famille des Espaux ou Espaulx D'argent à trois fasces ondées d'azur. Bourgogne |                      |
|                                     | Famille d'Espic de Gep Ginestet et de Lirou D'azur à trois épis d'or surmontés d'un soleil du même. Alias parti au 1 d'Espic, au 2 d'argent à trois molettes d'éperon de gueules, qui est de Gep de Ginestet. Anoblissement par charge 1741, Languedoc. ANF 1949.                                   | Calcar gloriæ virtus |
|                                     | Famille d'Espinay Saint-Luc, marquis D'argent au chevron d'azur, chargé de onze besants d'or, posés 1 sur le sommet du chevron, ensuite 2 et 2, puis sur chaque branche deux besants l'un sur l'autre, et enfin un besant sur chaque branche en bas. Extraction chevaleresque, Normandie. ANF 1935. |                      |
|                                     | Famille d'Estaing, comtes D'azur à trois fleurs de lys d'or ; au chef du même. Extraction chevaleresque, Rouergue, Auvergne. |                      |
|                                     | Famille d'Estampes, marquis D'azur à deux pointes d'or, posées en chevron ; au chef d'argent, chargé de trois couronnes de gueules. Anoblissement 1392, Berry. ANF 1981. |                      |
|                                     | Famille d'Estienne de Prunières De gueules à la bande d'or, accompagnée en chef d'un gland tigé et feuillé d'or, et en pointe d'un besant du même ; au chef d'azur, chargé de trois étoiles d'or., Anoblissement par charge, Provence, Dauphiné. ANF 1936.                                          |                      |
|                                     | Famille d'Estouteville Burelé d'argent et de gueules ; au lion de sable, armé, lampassé et couronné d'or, brochant sur le tout. Extraction chevaleresque, Normandie. |                      |
|                                     | Maison d'Estrées, ducs D'argent fretté de sable ; au chef d'or, chargé de trois merlettes du second. Picardie |                      |
|                                     | Famille d'Everlange D'azur à la fasce d'argent accompagnée de deux étoiles d'or, l'une en chef, l'autre en pointe. Extraction 1545, Lorraine. ANF 1981. | Stella duce          |

## F
- Haut – A
- B
- C
- D
- E
- F
- G
- H
- I
- J
- K
- L
- M
- N
- O
- P
- Q
- R
- S
- T
- U
- V
- W
- X
- Y
- Z

| Blason                            | Nom de la famille et blasonnement | Devise                  |
| --------------------------------- | --- | ----------------------- |
| de gueules à l'aigle d'argent     | Famille de Falletans ou Faletans De gueules à l'aigle d'argent. Franche-Comté | Une fois Faletans       |
|                                   | Famille de Farcy D'or fretté d'azur ; au chef de gueules. Anoblissement 1644, Maine, Anjou, Bretagne. ANF 1995. |                         |
|                                   | Famille de Faubournet de Montferrand Écartelé d'or et de gueules. Guyenne |                         |
|                                   | Famille de Fay de La Tour-Maubourg De gueules à la bande d'or chargée d'une fouine d'azur. Languedoc |                         |
|                                   | Famille La Faye De gueules, à la fasce, accompagnée en chef d'une croisette fleuronnée et en pointe d'une tour couverte, le tout d'or, la tour maçonnée de sable et ajourée du champ. Normandie                                       |                         |
|                                   | Famille de Fenoyl D'azur à un taureau rampant d'or ; au chevron de gueules brochant sur le tout. Ancienne extraction, Lyonnais. |                         |
|                                   | Famille de Ferrières de Sauvebœuf, marquis D'argent à un pal de gueules, accompagné de dix billettes du même rangées en orle. Limousin, ANF 1944.                                                                                     | Sine constantia nihil   |
| Blason Famille de Feydeau         | Famille de Feydeau de Saint-Christophe, marquis D'azur au chevron d'or accompagné de trois coquilles du même., Marche, ANF 1938. |                         |
|                                   | Famille de Ficquelmont alias de Fiquelmont D'or à trois pals de gueules, abaissés, le pied fiché ; surmontés d'un loup passant de sable. Extraction 1386, Lorraine.                                                                   | Nul ne m'atteint        |
|                                   | Famille de Fieubet D'azur au chevron d'or, accompagné en chef de deux croissants d'argent et en pointe d'un rocher du même. Languedoc                                                                                                 | Fortiter ad alta        |
|                                   | Famille Filiol de Raimond D'or à la fasce de gueules, accompagnée de trois hures de sanglier de sable. Dauphiné |                         |
|                                   | Famille de Finance d'Attigny et de Clairbois D'azur (alias de gueules) à trois cloches d'argent (alias d'or). Lorraine, Nivernais, Languedoc                                                                                          |                         |
|                                   | Famille Le Flô de Branho D'argent à trois trèfles de sinople. Bretagne |                         |
|                                   | Famille du Floquet D'azur à la croix engrêlée d'or, accompagnée aux 1 et 4 d'une étoile d'argent, et aux 2 et 3 d'une pomme de pin d'or. Auvergne                                                                                     |                         |
|                                   | Famille de Fontanges De gueules ; au chef d'or, chargé de trois fleurs de lys d'azur. Auvergne | Tout ainsi              |
|                                   | Famille de La Forcade de Tauzia et du Pin Écartelé, au 1 d'argent, au lion de gueules armé et lampassé de sable ; aux 2 et 3 d'azur à trois étoiles d'or ; au 4 d'argent à trois bandes de gueules. Maintenues 1666 et 1787, Agenais. |                         |
|                                   | Famille de Forceville De gueules au sautoir d'argent, cantonné de quatre merlettes du même. Picardie |                         |
|                                   | Famille de La Forest Divonne, comtes De sinople à la bande d'or, frettée de gueules. Extraction 1398, Savoie. ANF 1935. | Tout à travers          |
|                                   | Famille Forget D'azur au chevron d'or, accompagné de trois coquilles du même. Auvergne, Île-de-France |                         |
| Blason Famille du Fou             | Famille du Fou, vicomtes D'azur à l'aigle éployée d'or. Bretagne, ANF 1947. |                         |
|                                   | Famille de Foucaud de Launay D'azur à la bande d'argent, accompagnée en chef d'une ancre du même et en pointe d'un soleil d'or. Anoblissement 1774, Bretagne.                                                                         |                         |
| d'azur semé de fleurs de lys d'or | Famille Foucault de Saint-Germain-Beaupré, marquis D'azur semé de fleurs de lys d'or. Extraction chevaleresque, Marche. |                         |
|                                   | Famille de La Fouchardière D'or à une fourche de sable emmanchée de gueules. Poitou |                         |
|                                   | Famille de Foucher de Careil De sable au lion d'argent. Poitou, Bretagne | Virtutem a stirpe traho |
|                                   | Famille Fouquet de Belle-Isle, marquis D'argent à un écureuil de gueules. Ancienne extraction, Anjou, Bretagne, Île-de-France. | Quo non ascendam        |
|                                   | Famille Frain de La Gaulayrie D'argent à trois molettes de sable ; au chef d'azur chargé de deux têtes et cols de cheval d'argent, posés de profil. Bretagne                                                                          |                         |
|                                   | Famille de Framond ou Faramond De gueules au lion d'or ; au chef d'azur, chargé de trois étoiles d'or. Rouergue, Languedoc |                         |
|                                   | Famille de Francqueville D'azur à une étoile d'or, accompagnée en chef d'un lambel du même. Flandre, Artois, Picardie |                         |
|                                   | Famille Fremond de La Merveillère D'argent au chevron, surmonté d'une étoile et accompagné de trois épis, le tout d'azur. Poitou |                         |
|                                   | Famille de Frotier de Bagneux, comtes D'argent au pal de gueules, accosté de dix losanges du même, posés 2, 2 et 1 de chaque côté. Poitou, Bourgogne                                                                                  | Nul s'y frotte          |

## G
- Haut – A
- B
- C
- D
- E
- F
- G
- H
- I
- J
- K
- L
- M
- N
- O
- P
- Q
- R
- S
- T
- U
- V
- W
- X
- Y
- Z

| Blason                              | Nom de la famille et blasonnement | Devise                                                            |
| ----------------------------------- | --- | ----------------------------------------------------------------- |
|                                     | Famille Gagne d'Ornée olim Gaigne D'azur au chevron d'or accompagné de trois molettes du même, celle de la pointe soutenue d'un croissant d'argent. Alias d'azur à trois molettes d'éperon colletées d'or. Bourgogne                                                                    | In me fel nullum et Recalcitrantem cogo                           |
|                                     | Famille de Gaillarbois de Marcouville D'argent, à six tourteaux de sable. Alias dix tourteaux. Normandie |                                                                   |
|                                     | Famille Gaillard de Saint-Germain D'or au chevron d'azur chargé de cinq besants d'argent, accompagné de trois hêtres arrachés de sinople. Anoblissement par charge ca.1750, Beauvaisis. ANF 1950.                                                                                       |                                                                   |
|                                     | Famille de La Garde De gueules à trois croix ancrées d'argent ; au chef de sable, chargé d'un croissant d'argent. Poitou | Fide sed cui vide                                                 |
|                                     | Famille de La Garde de Chambonas, marquis D'azur au chef d'argent. Extraction, filiation XIVe siècle ; famille éteinte en ligne masculine, nom repris en ligne féminine. Vivarais |                                                                   |
|                                     | Famille de La Garde de Saignes D'azur à une épée d'argent, posée en bande, la pointe en bas. Extraction 1397, Limousin, Guyenne, Auvergne. ANF 1947. |                                                                   |
|                                     | Famille Gardey de Soos Écartelé : aux 1 et 4 d'azur à la colombe portant au bec un rameau d'olivier, aux 2 et 3 de gueules au lion d'or. Bigorre |                                                                   |
|                                     | Famille de Garidel D'azur à la croix de Calvaire pattée et fichée d'or, accostée vers la pointe de deux triangles d'argent. Provence |                                                                   |
|                                     | Famille de Gaston de Pollier, comtes D'argent à trois fasces de gueules, accompagnées en pointe d'une corneille de sable ; au chef d'azur chargé de trois étoiles du champ., Anoblissement par charge 1758, Guyenne.                                                                    |                                                                   |
|                                     | Famille Gaudin de Villaine D'azur à un chevron d'or accompagné de trois aiglettes d'argent ; au chef de gueules fretté d'argent. Normandie |                                                                   |
|                                     | Famille Gazan de La Peyrière Coupé : au 1, parti : a) d'azur, à une épée haute d'argent, garnie d'or (comtes militaires), b) d'argent, à un pin de sinople terrassé du même, fruité d'or, accompagné d'une pie de sable ; au 2, de gueules à la forteresse en ruines d'argent. Provence |                                                                   |
|                                     | Famille de Gep de Ginestet D'argent à trois molettes de gueules. Ancienne extraction 1485, Languedoc. | Calcar gloriæ virtus                                              |
| Blason Famille de Gigord            | Famille de Gigord ou Gigort De gueules à une rose d'argent ; au chef d'azur, chargé de trois faucons d'argent. Vivarais |                                                                   |
|                                     | Famille Gillet de Chalonge Parti : au 1 de gueules à la croix tréflée d'argent, cantonnée de quatre molettes d'or ; au 2 d'azur au lion d'argent et à la bande de gueules brochant sur le tout. Savoie                                                                                  |                                                                   |
|                                     | Famille de Ginestous de Montdardier, marquis Écartelé : aux 1 et 4 d'or au lion de gueules, armé, lampassé et viléné de sable ; aux 2 et 3 d'argent à trois fasces de gueules, crénelées chacune de trois pièces. Alias aux 2 et 3, les fasces crénelées de cinq pièces.                | Nec vi nec metu                                                   |
|                                     | Famille Goislard de Montsabert D'azur à trois roses d'or., Anoblissement par charge XVIIe siècle, Anjou, Île-de-France. | Astrœa et placida spargit acerbas rosas et Patriæ impendere vitam |
|                                     | Famille de Gontaut-Biron Écartelé d'or et de gueules, l'écu en bannière., Extraction chevaleresque, Guyenne. ANF 1935. | Perit sed in armis                                                |
|                                     | Famille de La Gorgue de Rosny D'argent à trois merlettes de sable. Ponthieu |                                                                   |
|                                     | Famille de Goué D'or au lion de gueules, surmonté d'une fleur de lys d'azur. Extraction 1526, Maine, Poitou. ANF 1981. |                                                                   |
| Blason Famille Gouffier             | Famille Gouffier, marquis D'or à trois jumelles de sable. Poitou, Bourgogne | Hic terminis hæret                                                |
|                                     | Famille Goullet de Rugy Dʼazur au lion d'or, rampant contre une fontaine d'argent. Anoblissement par charge 1765, Lorraine. ANF 1945. |                                                                   |
|                                     | Famille de Gout de Vissac D'azur à deux chevrons d'or, semés de fleurs de lys d'azur et accompagnés de trois étoiles d'or. Vivarais, Auvergne |                                                                   |
|                                     | Famille de Gouvello, marquis D'argent à un fer à mulet de gueules, les bouts en bas, accompagné de trois molettes du même. Extraction 1443, honneurs de la cour 1788, Bretagne. ANF. | Fortitudini                                                       |
| Blason Famille de Gouvion-Saint-Cyr | Famille de Gouvion Saint-Cyr Coupé, au 1 parti d'azur, à l'épée haute, en pal d'argent montée d'or, à la filière d'argent, et d'azur à l'étoile d'or ; au 2 de sable plein. Lorraine, ANF 1977.                                                                                         |                                                                   |
| Blason Maison de Gramont            | Maison de Gramont D'or, au lion d'azur, armé et lampassé de gueules. Extraction chevaleresque, Navarre. ANF 1951. | A resistente coronor                                              |
|                                     | Maison de Grasse D'or, au lion de sable, armé, lampassé, couronné de gueules. Seigneurs d'Antibes et de Grasse au Xe siècle. | Responde pro me                                                   |
|                                     | Famille de Grenier de Lassagne D'azur à la bande d'argent, chargée de trois étoiles de gueules, et accompagnée en chef d'un cep de vigne de sable fruité au naturel, et en pointe d'un lévrier de sable. Quercy                                                                         |                                                                   |
|                                     | Famille de Grimal D'argent à l'aigle de sable ; au chef d'azur, chargé de trois étoiles du champ. Guyenne, Gascogne |                                                                   |
|                                     | Famille de Grimoard-Beauvoir du Roure, comtes et marquis Écartelé : aux 1 et 4 d'or au lion de gueules (Beauvoir) ; aux 2 et 3 de Grimoard ; sur le tout d'azur, à un chêne d'or à trois racines et quatre branches passées en sautoir, englanté du même (du Roure). Languedoc          |                                                                   |
|                                     | Famille de Grosourdy de Saint-Pierre De gueules à la fasce accompagnée d'un croissant en chef et de deux roses en pointe, le tout d'argent. Anoblissement 1514, Normandie. ANF 1936. |                                                                   |
|                                     | Famille de Grouchy, marquis D'or fretté d'azur ; sur le tout d'argent à trois trèfles de sinople. Extraction 1375 et Empire. Normandie. |                                                                   |
|                                     | Famille de Guillaumont Coupé de gueules et d'azur à la fasce d'argent brochant, accompagnée en chef d'un lion naissant d'or et en pointe d'un bouquet de plumes d'argent. Dauphiné, Principauté d'Orange                                                                                |                                                                   |
|                                     | Famille de Guillebon olim Le Thoillier de Guillebon D'azur à la bande d'or, accompagnée de trois besants de même, deux en chef et un en pointe. Picardie et Île-de-France |                                                                   |
|                                     | Famille Guillermo de La Grée D'argent à une plante de fougère de sinople, surmontée d'une étoile de gueules et accompagnée en pointe d'un croissant du même. Anoblissement 1700, Bretagne.                                                                                              |                                                                   |

## H
- Haut – A
- B
- C
- D
- E
- F
- G
- H
- I
- J
- K
- L
- M
- N
- O
- P
- Q
- R
- S
- T
- U
- V
- W
- X
- Y
- Z

| Blason                  | Nom de la famille et blasonnement | Devise                         |
| ----------------------- | --- | ------------------------------ |
|                         | Maison de Ham D'or à trois croissants de gueules. Picardie |                                |
|                         | Famille du Hamel de Canchy D'azur à la bande d'or chargée de trois roses de gueules., Picardie |                                |
|                         | Famille d'Hangest D'argent à la croix de gueules, chargée de cinq coquilles d'or. Picardie |                                |
|                         | Maison d'Harcourt De gueules à deux fasces d'or. Extraction 1094, Normandie, ANF 1935. | Verbis præveniant              |
|                         | Famille de Hauteclocque D'argent à la croix de gueules chargée de cinq coquilles d'or. Extraction 1163, Picardie, ANF 1955. | On entend loing haulte clocque |
|                         | Famille de Hautemer de Grancey Écartelé : au 1 d'or à trois fasces ondées d'azur (Hautemer) : au 2 d'or à la bande vivrée d'azur (La Baume Montrevel) ; au 3 de gueules à trois bandes d'argent (Montlandrin) ; au 4 de gueules semé de billettes d'or, au lion du même brochant sur le tout. Ducs et pairs, Paris. |                                |
|                         | Famille de Hédouville, comtes D'or, au chef d'azur chargé d'un lion léopardé d'argent, lampassé de gueules. Alias le lion lampassé et armé de gueules. Extraction 1503, Île-de-France, Picardie, Champagne. ANF 1968.                                                                                               | Totum pro Deo et Rege          |
|                         | Maison de Hénin-Liétard De gueules à la bande d'or. Extraction 1259, Alsace, Artois. | Seul contre tous               |
|                         | Famille Hennequin d'Ecquevilly, marquis Vairé d'or et d'azur ; au chef de gueules chargé d'un lion léopardé d'argent. Champagne, Île-de-France, Lorraine | Coronabo                       |
|                         | Famille d'Herbais d'Avine et d'Herbais de Thun D'argent au lion de gueules, accompagné de huit coquilles d'azur, rangées en orle. Bretagne, ANF 1984. |                                |
|                         | Famille Héris D'argent, à la bande d'azur, chargé de trois molettes d'or ; à la bordure engrêlée de gueules. Normandie |                                |
|                         | Famille Houdet De gueules à la gerbe d'or, liée du même, surmontée de trois étoiles d'argent rangées en fasce, et accompagnée en flancs et en pointe de trois billettes d'argent. Île-de-France |                                |
| Blason Famille d'Hozier | Famille d'Hozier D'azur à une bande d'or, accompagnée de six étoiles du même en orle. Provence, Île-de-France | Et habet sua sidera tellus     |
|                         | Famille Hurault, marquis D'or à la croix d'azur cantonnée de quatre ombres de soleil de gueules. Anoblissement 1349, Blésois |                                |
|                         | Famille Huvier du Mée D'azur à la fasce d'or, chargée d'une couleuvre ondoyante d'azur, et accompagnée de trois colombes d'argent. Champagne |                                |

## I
- Haut – A
- B
- C
- D
- E
- F
- G
- H
- I
- J
- K
- L
- M
- N
- O
- P
- Q
- R
- S
- T
- U
- V
- W
- X
- Y
- Z

| Blason | Nom de la famille et blasonnement | Devise |
| ------ | --- | ------ |
|        | Famille Isnard Coupé : au 1, parti, à dextre de sinople à une plume posée en bande et une épée la pointe basse posée en barre, le tout d'argent, surmonté d'un comble d'azur, chargé de neuf étoiles d'argent posées en cercle, et à senestre des barons membres du collège électoral, c.-à.-d. de gueules à la bande de chêne posée en bande ; au 2, d'argent à la rivière en champagne d'azur, sommée d'un pont de trois arches en granit au naturel. Provence |        |

## J
- Haut – A
- B
- C
- D
- E
- F
- G
- H
- I
- J
- K
- L
- M
- N
- O
- P
- Q
- R
- S
- T
- U
- V
- W
- X
- Y
- Z

| Blason                           | Nom de la famille et blasonnement | Devise                    |
| -------------------------------- | --- | ------------------------- |
|                                  | Famille Jacquin de Margerie D'argent au chevron de gueules, accompagné en chef de deux trèfles de sinople et en pointe d'une tête de loup de sable percée d'un dard du même. Champagne, Paris, Picardie                                                                            |                           |
|                                  | Famille Janvier de La Motte D'azur à un vol d'argent. Bretagne, Anjou. Comtes romains en 1851. |                           |
|                                  | Famille de Joibert ou Joybert D'argent au chevron d'azur surmonté d'un croissant de gueules, accompagné de trois roses du même, 2 et 1. Alias le chevron surmonté d'un croissant d'azur. Champagne, Île-de-France                                                                  |                           |
|                                  | Famille Le Jolis de Villiers D'azur au chevron d'or, accompagné de trois aigles d'argent, le vol abaissé, posés 2 et 1. Anoblissement 1595, Normandie. ANF 1973. |                           |
|                                  | Famille Joseph Parti : au 1, écartelé d'azur et d'or ; au 2, d'argent à la barre de sable. Normandie |                           |
|                                  | Famille de Jourda de Vaux, comtes D'or à la bande de gueules, chargée de trois croissants d'argent. Anoblissement 1678, Velay. ANF 1943. | Terror belli, ducus pacis |
|                                  | Famille de Jouvencel olim Jouvenceau D'or, à deux palmes adossées de sinople, mouvant d'un croissant de gueules ; au chef d'azur chargé d'un soleil d'or accosté de deux étoiles d'argent. Alias au chef cousu d'argent chargé d'une aigle naissante de sable. Maurienne, Lyonnais |                           |
|                                  | Famille Jullien de Courcelles D'azur au lion d'or, armé et lampassé de gueules. Bourgogne |                           |
|                                  | Famille Jullien de Goupillières D'azur à une épée d'argent accostée de deux lions affrontés d'or, rampants contre l'épée. Normandie |                           |
| Blason Famille Jullien du Vivier | Famille Jullien du Vivier D'azur à la fasce d'or, accompagnée en chef de deux étoiles d'argent et en pointe d'un croissant du même. Forez |                           |

## K
- Haut – A
- B
- C
- D
- E
- F
- G
- H
- I
- J
- K
- L
- M
- N
- O
- P
- Q
- R
- S
- T
- U
- V
- W
- X
- Y
- Z

| Blason                       | Nom de la famille et blasonnement | Devise                 |
| ---------------------------- | --- | ---------------------- |
|                              | Famille de Kerangal D'argent à l'aigle de sable perchée sur une branche d'olivier de sinople, fruitée de gueules. Bretagne                                        |                        |
|                              | Famille de Kergorlay, comtes Vairé d'or et de gueules. Extraction chevaleresque, Bretagne, ANF 1933.                                                              | Honor et patria        |
| Blason Famille de Kerguiziau | Famille de Kerguiziau de Kervasdoué D'azur à trois têtes d'aigle d'or. Extraction 1427, Bretagne, ANF 1958.                                                       |                        |
|                              | Famille de Kermoysan De gueules, à sept coquilles d'argent, 3, 3 et 1. Extraction chevaleresque, Bretagne, ANF 1948.                                              |                        |
|                              | Famille de Kerouallan D'azur à dix étoiles d'argent. Bretagne |                        |
|                              | Famille de Kerouartz, marquis D'argent à une roue de cinq rayons de sable, accompagnée de trois croisettes de même. Extraction chevaleresque, Bretagne, ANF 1945. | Quand il plaira à Dieu |
|                              | Famille de Kersaintgilly De sable à six trèfles d'argent. Extraction 1380, Bretagne, ANF 1980.                                                                    |                        |
|                              | Famille de Kersauson De gueules au fermail d'argent, l'ardillon posé en fasce. Extraction 1400, Bretagne, ANF 1961.                                               | Pred eo, pred a vo     |

## L
- Haut – A
- B
- C
- D
- E
- F
- G
- H
- I
- J
- K
- L
- M
- N
- O
- P
- Q
- R
- S
- T
- U
- V
- W
- X
- Y
- Z

| Blason                            | Nom de la famille et blasonnement | Devise                                 |
| --------------------------------- | --- | -------------------------------------- |
|                                   | Famille de Laage de Bellefaye D'azur, au chevron d'or accompagné en chef de deux roses tigées et feuillées du même et en pointe d'une main fermée soutenant un faucon aussi d'or. Anoblissement par charge, Saintonge, Aunis. ANF 1984.                                                                                        |                                        |
|                                   | Famille Laennec ou Laënnec Coupé : au 1 d'argent au lion léopardé de gueules ; au 2 de sable à trois fasces d'or. Bretagne |                                        |
|                                   | Famille Laffon de Ladebat D'azur à une fontaine d'argent, jaillissante du même, accostée vers le chef de deux ancres aussi d'argent et surmontée d'un soleil d'or. Anoblissement 1773, Guyenne. |                                        |
|                                   | Famille Lagarde olim La Garde, barons D'azur à deux chevrons d'or accompagnés de trois quintefeuilles du même. Roussillon, Languedoc |                                        |
|                                   | Famille de Lagarde-Montlezun olim Lagarde D'azur, à un pal d'or côtoyé de six étoiles de même, et une bande de gueules brochant sur le tout. Limousin |                                        |
| Blason Famille de Lagarrigue      | Famille de Lagarrigue De gueules à trois têtes de lion d'or. Béarn |                                        |
|                                   | Famille de Lagrevol D'azur, au houx d'argent, terrassé de sinople. Velay |                                        |
| Blason Famille de La Guiche       | Famille de Laguiche olim La Guiche, marquis De sinople au sautoir d'or. Extraction 1296, honneurs de la cour, Bourgogne. |                                        |
|                                   | Famille Laisné D'azur au chevron d'or, accompagné de trois roses d'argent. Normandie |                                        |
|                                   | Famille Lajoumard olim Lajoumard de Bellabre D'argent à la fasce de gueules accompagnée en chef de trois merlettes de sable, rangées en fasce, et en pointe d'un trèfle du même. Anoblissement par charge XVIe siècle, Limousin. ANF 12/06/2004.                                                                               |                                        |
|                                   | Famille Lambert De gueules au chevron d'or, accompagné en chef de deux croissants d'argent et en pointe d'un gland d'or. Anjou |                                        |
|                                   | Famille Lambert des Champs de Morel et de Chamerolles, barons De gueules au chevron d'or, accompagné en chef de deux croissants d'argent et en pointe d'un chêne arraché d'or., Normandie, Île-de-France |                                        |
|                                   | Famille de Landes d'Aussac de Saint-Palais D'azur à la bande d'or, chargée de trois tourteaux d'azur accompagnés en chef de trois croissants d'argent, et en pointe, d'un cygne d'argent nageant sur une rivière du même. Extraction, Languedoc. ANF 1958.                                                                     | Albus inter albos                      |
|                                   | Famille de Lannion du Vieux-Châtel, barons D'argent à trois merlettes de sable, au chef de gueules chargé de trois quintefeuilles du champ. Bretagne | Prementem pungo                        |
| Blason Famille de Lantivy         | Famille de Lantivy De gueules à une épée d'argent, la pointe en bas. Bretagne | Qui désire n'a repos                   |
|                                   | Famille de Lastic, marquis, comtes De gueules, à la fasce d'argent. Auvergne, Limousin |                                        |
|                                   | Famille de Lattre de Tassigny D'azur à la fasce d'or, accompagnée en chef de trois étoiles d'argent, rangées en chef, et de trois canettes du même, becquées et membrées de gueules, rangées en pointe. Picardie |                                        |
| Blason Famille Lefevre d'Ormesson | Famille Lefèvre d'Ormesson ou Le Fèvre D'azur à trois lys de jardin d'argent, tigés et feuillés de sinople. Alias les lys d'or. Anoblissement par charge 1556, Île-de-France. ANF 1947. | Grande gentis decus lilia semper erunt |
| Blason Maison de Léon             | Maison de Léon, vicomtes D'or, au lion morné de sable. Bretagne |                                        |
|                                   | Famille de Lesseps D'argent à un cep de vigne de sinople planté sur une terrasse du même, mouvante de la pointe de l'écu, le cep tigé aussi de sinople, fruité de deux grappes de raisin de sable et surmonté d'une étoile d'azur. Bayonne, Paris                                                                              |                                        |
|                                   | Famille de Lestrange De gueules à deux lions adossés d'or, surmontés d'un léopard d'argent. Extraction chevaleresque, Limousin. ANF 1938. | Vis virtutem fovet                     |
|                                   | Maison de Lévis ou Lévis-Mirepoix D'or à trois chevrons de sable. Extraction chevaleresque, Île-de-France, Languedoc. ANF 1934. | Dieu aide au second chrétien Lévis     |
|                                   | Famille de Loménie de La Faye D'or à l'arbre arraché de sinople, aux racines du même posées sur un tourteau de sable ; au chef d'azur, chargé de trois losanges d'argent. Limousin |                                        |
|                                   | Famille de Lorgeril De gueules à un chevron d'argent, chargé de cinq mouchetures d'hermine de sable et accompagné de trois molettes d'or. Extraction 1530, Bretagne. ANF 1933. |                                        |
|                                   | Famille de Loriol D'azur à une tour d'argent avec son avant-mur de même. Bresse, Bourgogne |                                        |
|                                   | Famille Loz de Coëtgourhant De gueules à trois éperviers d'argent, becqués, membrés et grilletés d'or. Bretagne |                                        |
|                                   | Famille de Lubersac De gueules au loup passant d'or. Extraction chevaleresque, Limousin. ANF 1937. | In præliis promptus                    |
| Blason Famille de Ludre           | Famille de Ludre Bandé d'or et d'azur, à la bordure engrêlée de gueules. Extraction chevaleresque, Lorraine. ANF 1937. |                                        |
| Blason Famille de Lugny           | Famille de Lugny D'azur à trois quintefeuilles d'or, accompagnées de sept billettes du même, 3, 1, 3. Bourgogne | Le content est riche                   |
|                                   | Maison de Lusignan Burelé d'argent et d'azur de dix pièces. Origine : Poitou |                                        |
|                                   | Famille de Luzy de Pélissac, marquis Parti : au 1 d'or à la fasce échiquetée d'argent et de gueules de trois tires ; au 2 de gueules au chevron d'argent, accompagné de trois étoiles d'or. Alias au 2, le chevron d'argent accompagné de trois étoiles du même. Extraction 1340, Nivernais, Forez, Velay, Dauphiné. ANF 1962. |                                        |

## M
- Haut – A
- B
- C
- D
- E
- F
- G
- H
- I
- J
- K
- L
- M
- N
- O
- P
- Q
- R
- S
- T
- U
- V
- W
- X
- Y
- Z

| Blason                                  | Nom de la famille et blasonnement | Devise                                         |
| --------------------------------------- | --- | ---------------------------------------------- |
|                                         | Famille de Mac Mahon, marquis D'argent à trois lions passants de gueules, armés, lampassés, vilénés d'azur, l'un sur l'autre. Bourgogne |                                                |
| Blason Famille de Madaillan de Lesparre | Famille de Madaillan de Lesparre Écartelé : aux 1 et 4 tranché d'or sur gueules (Madaillan) ; aux 2 et 3 d'azur au lion d'or, couronné du même (de Lesparre). Extraction maintenue en 1667, Guyenne, Périgord. ANF 1976. | Pour l'honneur                                 |
|                                         | Famille Mahé de Kermorvan D'argent à deux haches d'armes adossées de gueules, accompagnées en chef d'un croissant du même. Bretagne |                                                |
|                                         | Famille de Maillé, ducs D'or à trois fasces nébulées de gueules. Touraine | Stetit unda fluens                             |
|                                         | Famille de Maintenant De gueules, à la hure de sanglier d'or, accompagnée de trois losanges d'argent., Ancienne extraction 1441, Picardie. |                                                |
| Blason Famille de Martin du Tyrac       | Famille de Martin du Tyrac de Marcellus olim Demartin, comtes De gueules à la tour donjonnée à dextre d'argent, maçonnée de sable. Alias le champ d'azur., Guyenne, ANF 1975. |                                                |
| Blason famille du Mas des Bourboux      | Famille du Mas de Paysac et des Bourboux, marquis D'azur au chevron d'or, accompagné en pointe d'un lion d'argent, fixant une étoile [d'or] mise entre la plus haute patte du lion, sa tête et le chevron, et en chef de trois croissants rangés d'argent. Alias écartelé, aux 1 et 4 de gueules à la tour d'argent maçonnée de sable, aux 2 et 3 de gueules à la croix alésée d'argent cantonnée de quatre fleurs de lys du même. Ancienne extraction, Limousin, Périgord. ANF 2004. |                                                |
|                                         | Famille de Massac Échiqueté d'azur et d'or, de seize points, chaque point chargé d'une étoile de l'un en l'autre. Languedoc |                                                |
|                                         | Famille de Massol Coupé : au 1 d'or à l'aigle éployée de sable ; au 2 de gueules, à un senestrochère, armé au naturel, tenant une massue, et mouvant d'une nuée d'argent. Bourgogne |                                                |
|                                         | Famille de Mauduit du Plessis D'or au chevron d'azur, accompagné de trois molettes de sable. Normandie, Bretagne |                                                |
|                                         | Famille de Maulmont D'azur à deux fasces d'or., Limousin |                                                |
|                                         | Famille de Mauny D'argent à un croissant de gueules. Normandie, Bretagne |                                                |
|                                         | Famille de Maupeou, marquis D'argent à un porc-épic de sable. Anoblissement 1568, Île-de-France. ANF 1942. |                                                |
| Blason Mazarin                          | Famille Mazarin D'azur à un faisceau des licteurs d'or, lié d'argent, la hache du même ; à la fasce de gueules, brochant sur le tout et chargée de trois étoiles d'or. France |                                                |
|                                         | Famille des Mazis De gueules à la fasce d'or, chargée de trois molettes de sable. Île-de-France |                                                |
|                                         | Famille de Meaux, vicomtes D'argent à cinq couronnes d'épines de sable. Alias de sable à la jumelle d'argent. Brie |                                                |
| Blason Famille de Méjanès 1             | Famille de Méjanès D'or au chevron de gueules accompagné de trois étoiles du même. Alias d'azur au chevron d'argent accompagné de trois étoiles d'or. Extraction chevaleresque, Rouergue. |                                                |
|                                         | Famille de Mello D'or à deux fasces de gueules, accompagnées de neuf merlettes du même en orle. Picardie |                                                |
|                                         | Maison de Melun D'azur à sept besants d'or, 3, 3 et 1 ; au chef du même. Île-de-France | Virtus et honor                                |
|                                         | Famille Le Menestrel du Haugel D'or au chevron d'azur, accompagné en chef de deux arbres arrachés de sinople et en pointe d'une tortue de sable. Écartelé : aux 1 et 4 d'or au chevron d'azur, accompagné en chef de deux arbres arrachés de sinople et en pointe d'une tortue de sable ; aux 2 et 3 de gueules au lion léopardé d'or en chef et une étoile en pointe d'argent, au chef d'azur, chargé de trois croisettes d'argent. Anoblissement par charge ca.1670, Paris.         |                                                |
|                                         | Famille de Mengin D'azur à la fasce d'or, accompagnée en chef d'un griffon naissant du même. Lorraine, Guyenne, Picardie. ANF 1938. | Semper fidelis                                 |
|                                         | Famille de Menou, marquis De gueules, à la bande d'or. Extraction 1272, honneurs de la cour, Perche. ANF 1939. |                                                |
| Blason Famille de Menthon               | Famille de Menthon De gueules au lion d'argent ; à la bande d'azur, brochant sur le tout. Extraction chevaleresque, Savoie. |                                                |
|                                         | Famille du Merle, comtes De gueules à trois quintefeuilles d'argent., Extraction 1302, Normandie, honneurs de la cour. ANF 1938. |                                                |
|                                         | Famille Merle de La Brugière de Laveaucoupet Coupé, au 1 d'azur à la merlette d'argent ; au 2 d'argent au lion issant de sable couronné d'or, armé et lampassé de gueules. Dombes |                                                |
|                                         | Famille Mermier D'azur à une foi d'argent, accompagnée de trois grenades d'or, ouvertes de gueules. Anoblissement 1748, Lyon. |                                                |
| Blason Famille Michel                   | Famille Michel d'Annoville D'azur à la croix d'or, cantonnée de quatre coquilles du même. Extraction 1350, Normandie. ANF 1939. | Quis ut Deus ?                                 |
|                                         | Famille de Millanois de La Salle D'argent au lion de gueules portant un écusson écartelé, aux 1 et 4 d'or à trois pals de gueules, aux 2 et 3 d'or à la croix de sable. Anoblissement par charge 1757, Lyon. |                                                |
|                                         | Famille de Miolans Bandé d'or et de gueules. Savoie | Force m'est                                    |
|                                         | Famille Miorcec de Kerdanet D'azur à un hérisson d'or ; au chef d'argent chargé de trois mouchetures d'hermine de sable. Bretagne | Tout pour la charité                           |
|                                         | Famille Mollerat du Jeu D'argent à une bande d'azur chargée de trois molettes d'argent et accostée de deux cotices d'azur. Champagne, Bourgogne |                                                |
|                                         | Famille Le Moniès de Sagazan olim Le Monniès De gueules à trois bandes d'or, et un chef cousu d'azur chargé d'un soleil d'or. Gascogne |                                                |
|                                         | Famille de Monléon olim Monleone, de Montléon Parti : au 1, d'argent à la croix latine de sable posée sur un mont de trois coupeaux du même ; au 2, de gueules au lion d'or. Provence. ANF 01/01/1995. |                                                |
|                                         | Famille Le Monnier D'argent au chevron de gueules accompagné en chef de deux étoiles et en pointe d'un lion, le tout d'azur. Anoblissement 1699, Normandie. |                                                |
| Blason Famille Le Monnier               | Famille Le Monnier de Tessel D'azur, à trois anilles d'argent, 2 et 1., Anoblissement 1586, Normandie. |                                                |
|                                         | Famille de Montalembert, marquis D'argent, à la croix ancrée de sable. Extraction chevaleresque 1317, Poitou, honneurs de la cour. ANF. | Ferrum fero, ferro feror                       |
|                                         | Famille de Montault, marquis Losangé d'argent et d'azur. Languedoc, Gascogne |                                                |
|                                         | Famille de Montcalm de Gozon, marquis Écartelé : au 1 d'azur à trois colombes d'argent becquées et membrées de gueules ; aux 2 et 3 de sable à une tour d'argent sommée de trois tourelles de même ; au 4 de Gozon qui est de gueules à la bande d'azur bordée d'argent et à la bordure crénelée du même. Anoblissement 1439, Rouergue. | Mon innocence est ma forteresse                |
|                                         | Famille de Montecler ou Monteclair, marquis De gueules au lion couronné d'or. Alias au lion d'or. Maine, Anjou | Magnus inter pares                             |
|                                         | Maison de Montesquiou, marquis D'or à deux tourteaux de gueules, l'un sur l'autre. Gascogne |                                                |
|                                         | Maison de Montfort-l'Amaury De gueules au lion d'argent. Île-de-France |                                                |
|                                         | Famille de Montgolfier D'argent à une montagne de sinople mouvante de dextre, et à une mer d'azur mouvante de la pointe ; au globe aérostatique de gueules, ailé du même. Anoblissement 1783, Vivarais, Auvergne, Lyonnais. ANF 1956. | Sic itur ad astra                              |
|                                         | Famille de Montholon, comtes D'azur à un mouton d'or, accompagné de trois quintefeuilles d'argent, rangées en chef. Bourgogne | Subvenite oppresso                             |
|                                         | Maison de Montmorency D'or à la croix de gueules, cantonnée de seize alérions d'azur, 2 et 2 à chaque canton. Île-de-France | Dieu aide au premier baron chrétien et Απλανοσ |
|                                         | Famille de Mostuéjouls, comtes De gueules à la croix fleurdelisée d'or, cantonnée de quatre billettes du même. Extraction chevaleresque, Rouergue. ANF 1973. |                                                |
|                                         | Famille Motier de La Fayette, marquis De gueules à la bande d'or ; à la bordure de vair. Extraction chevaleresque, Auvergne. |                                                |
|                                         | Famille de Mougins-Roquefort D'or au peuplier de sinople soutenu d'un croissant de gueules et accompagné de trois étoiles de sable, une en chef et deux en flancs. Provence |                                                |
|                                         | Famille Mourain D'azur au chevron, accompagné en chef de deux étoiles et en pointe d'un croissant, le tout d'or. Poitou, Bretagne. |                                                |
|                                         | Famille Muguet de Varanges D'azur au phénix d'or sur son immortalité de gueules, fixant un soleil d'or mouvant du franc-canton. Lyonnais |                                                |
|                                         | Famille de Muzillac De gueules, au léopard lionné d'hermine. Bretagne |                                                |

## N
- Haut – A
- B
- C
- D
- E
- F
- G
- H
- I
- J
- K
- L
- M
- N
- O
- P
- Q
- R
- S
- T
- U
- V
- W
- X
- Y
- Z

| Blason                             | Nom de la famille et blasonnement | Devise         |
| ---------------------------------- | --- | -------------- |
|                                    | Famille de Nanton De sinople à la croix d'or. Bourgogne |                |
|                                    | Maison de Narbonne De gueules plein. Languedoc |                |
|                                    | Famille de Nattes De gueules à trois nattes d'or posées en fasces. Anoblissement 1369, Rouergue. ANF 1968. |                |
|                                    | Famille de Neufville de Villeroi, ducs D'azur au chevron d'or, accompagné de trois croix ancrées du même. Lorraine, Île-de-France |                |
| Blason Maréchal Ney                | Famille Ney, ducs d'Elchingen, princes de la Moskowa D'or bordé d'azur ; en cœur un écusson du second à l'orle du premier, accompagné à dextre et à senestre d'une main de sable armée d'un sabre d'argent, la main dextre mouvant de senestre et la main senestre mouvant de dextre ; au chef de l'écu, de gueules semé d'étoiles d'argent. Noblesse d'Empire, Lorraine. |                |
|                                    | Famille de Nicolaÿ, marquis D'azur à un lévrier courant d'argent, colleté de gueules, bordé et bouclé d'or. Vivarais, Île-de-France. ANF 1935. | Laissez dire   |
|                                    | Famille de Niort D'azur à trois chevrons d'or, accompagnés de trois étoiles d'argent, deux en chef et une en pointe. Languedoc |                |
|                                    | Maison de Noailles De gueules à la bande d'or. Extraction chevaleresque 1225, Limousin, Île-de-France. ANF 1933. |                |
|                                    | Famille de Nompère de Champagny D'azur, à trois chevrons brisés d'or. Extraction 1540, Forez. ANF 1933. |                |
| de gueules à une fleur de lys d'or | Famille des Nouhes De gueules, à la fleur de lys d'or (ou d'argent). Alias d'argent, à sept merlettes de gueules, au franc-quartier du même à la fleur de lys d'or. Poitou | Armis protegam |

## O
- Haut – A
- B
- C
- D
- E
- F
- G
- H
- I
- J
- K
- L
- M
- N
- O
- P
- Q
- R
- S
- T
- U
- V
- W
- X
- Y
- Z

| Blason                       | Nom de la famille et blasonnement | Devise                  |
| ---------------------------- | --- | ----------------------- |
|                              | Famille Œsinger D'azur, à deux fasces haussées d'or, accompagnées en pointe d'une tête de lion arrachée de même, lampassée de gueules. Strasbourg                                                   |                         |
|                              | Famille d'Ollone D'azur, à un lion d'or, surmonté de trois étoiles d'or rangées en chef et soutenus par une divise d'argent. Languedoc                                                              |                         |
|                              | Famille Olphe-Galliard D'argent à une rose à huit pétales de gueules, barbée de sinople. Dauphiné                                                                                                   |                         |
| d'or à 3 chevrons de gueules | Famille d'Oncieu de La Bâtie D'or à trois chevrons de gueules. Extraction 1230, Bugey, Savoie. ANF 1950.                                                                                            |                         |
|                              | Famille d'Oraison, marquis De gueules à trois fasces ondées d'or. Provence |                         |
| Blason Famille d'Orge        | Famille d'Orge D'argent à trois fasces d'azur. Champagne |                         |
|                              | Famille d'Orgemont D'azur à trois épis d'orge d'or. Île-de-France |                         |
| Blason Famille d'Ornano      | Famille d'Ornano Écartelé aux 1 et 4 de gueules à la tour donjonnée d'or ; aux 2 et 3 d'or au lion de gueules ; et un chef d'azur chargé d'une fleur de lys d'or. Extraction 1340, Corse. ANF 1937. | Deo favente comes Corsæ |
| Blason famille d'Ourches     | Famille d'Ourches D'argent au lion couronné de sable, couronné du même, armé et lampassé de gueules. Lorraine                                                                                       |                         |

## P
- Haut – A
- B
- C
- D
- E
- F
- G
- H
- I
- J
- K
- L
- M
- N
- O
- P
- Q
- R
- S
- T
- U
- V
- W
- X
- Y
- Z

| Blason                              | Nom de la famille et blasonnement | Devise                             |
| ----------------------------------- | --- | ---------------------------------- |
|                                     | Famille Palluat de Besset De gueules à un lion d'or et un griffon d'argent affrontés, soutenant un fer de lance renversé d'argent, accompagnés en pointe d'un croissant aussi d'argent ; au chef d'azur chargé d'une rose d'argent entre deux étoiles d'or. Lyonnais, Forez. ANF 1934.                                                                                                  |                                    |
|                                     | Famille de Panat D'argent au sautoir de gueules. Rouergue |                                    |
|                                     | Famille Panon Desbassayns de Richemont D'or à la fasce d'azur, chargée de deux pailles-en-queue au naturel et accompagnée en chef d'une main de carnation. Alias d'azur à un paon rouant d'or. Île Bourbon |                                    |
|                                     | Famille de Pardieu D'or au lion de gueules couronné à l'antique du même. Normandie |                                    |
|                                     | Famille de Pardieu de Bouteville De gueules au sautoir d'or, cantonné de quatre aigles du même. Normandie |                                    |
|                                     | Famille de Parseval D'argent au pal de sable chargé de trois étoiles d'argent. Alias trois étoiles d'or. Perche |                                    |
|                                     | Famille Pascal D'azur, à un agneau pascal d'argent, la banderole croisée de gueules., Anoblissement 1480, Auvergne, Languedoc. |                                    |
|                                     | Famille Paynel de La Tillaye D'or à deux fasces d'azur, accompagnées de neuf merlettes de gueules, 4, 2, 3, rangées en orle. Normandie, Bretagne |                                    |
|                                     | Famille de Pechpeyrou-Comminges de Guitaut Écartelé, aux 1 et 4 d'or, au lion de sable armé, lampassé et couronné de gueules, aux 2 et 3 de gueules à quatre otelles d'argent adossées en sautoir. Extraction chevaleresque 1346, Quercy. ANF 1939. | Ut fata trahunt                    |
|                                     | Famille Le Pelletier de Martainville D'argent, à la fasce d'azur, chargée de trois besants d'or., Anoblissement 1570, Normandie. | Adversis moveri nefas              |
|                                     | Famille Le Peletier ou Pelletier D'azur à la croix pattée d'argent, chargée en cœur d'un chevron de gueules, accosté de deux molettes d'éperon de sable et accompagné en pointe d'une rose de gueules. Alias la rose boutonnée d'or. Maine, Paris |                                    |
|                                     | Famille du Peloux D'argent au sautoir dentelé d'azur. Dauphiné, Vivarais |                                    |
|                                     | Famille de Penfentenyo Burelé de dix pièces de gueules et d'argent. Extraction chevaleresque 1393, Bretagne. ANF 1968. | Plura quam opto                    |
|                                     | Famille de Penmarc'h Écartelé aux 1 et 4 de gueules à une tête de cheval d'argent (Penmarc'h) ; aux 2 et 3 d'or à trois colombes d'azur (Colombier). Bretagne | Prest vé                           |
|                                     | Famille de Percin et Percin de Montgaillard D'azur au cygne d'argent nageant sur une onde du même et surmonté de trois molettes d'or rangées en chef., Alias écartelé, aux 1 et 4 d'or à une tour d'azur maçonnée d'argent, sommée de trois tourelles d'or ; aux 2 et 3 de gueules au lion d'or (Mauléon) ; sur le tout, de Percin. Languedoc                                           |                                    |
|                                     | Famille de Perier D'argent à une fasce de sinople, accompagnée de quatre quintefeuilles du même cantonnées. Normandie | Dextera Domini fecit virtutem      |
|                                     | Famille de Pérusse des Cars, ducs De gueules au pal de vair. Alias au pal de vair, appointé et renversé. Extraction 1281, Limousin, Auvergne. | Fais que dois, advienne que pourra |
| Blason Maison Phélypeaux            | Maison Phélypeaux D'azur semé de quartefeuilles d'or ; au franc-quartier d'hermine. Blésois, Paris |                                    |
|                                     | Famille de Pierre de Bernis, marquis D'azur à la bande d'or, accompagnée en chef d'un lion du même, armé et lampassé de gueules., Extraction chevaleresque, Languedoc. ANF 1962. | Armé pour le roi                   |
|                                     | Famille Pineton de Chambrun Écartelé : aux 1 et 4 d'azur, à trois pommes de pin d'or, la queue en l'air, posées 2 et 1 ; aux 2 et 3 d'argent, à l'aigle de sable au vol abaissé (qui est de Grangers). Ancienne extraction 1491, Gévaudan. ANF 1977. |                                    |
|                                     | Famille de Piolenc, marquis De gueules à six épis d'or, 3, 2 et 1 ; à la bordure engrêlée du même. Languedoc, Provence | Campi tui implebuntur ubertate     |
|                                     | Famille Plantin de Villeperdrix D'or au chevron de gueules accompagné de trois arbres arrachés de sinople ; au chef d'azur chargé d'un lion léopardé d'or, armé et lampassé de gueules. Vivarais, Dauphiné |                                    |
|                                     | Famille du Plessis de Grenédan, marquis D'argent à la bande de gueules, chargée de trois macles d'or et accompagnée en chef d'un lionceau du second, armé, lampassé et couronné d'or. Bretagne |                                    |
|                                     | Maison du Plessis de Richelieu, ducs D'argent à trois chevrons de gueules. Touraine, Poitou |                                    |
|                                     | Famille Poirier olim de Clisson et de La Franchère D'argent au chevron brisé de gueules accompagné en chef de deux étoiles d'azur et en pointe d'un poirier arraché de sinople. Alias un chevron de sable en place du chevron brisé. Poitou |                                    |
|                                     | Famille de Polier D'argent à un coq hardi de sable, crêté, barbé et membré de gueules. Rouergue | Et phœbi et martis                 |
|                                     | Maison de Polignac, ducs Fascé d'argent et de gueules. France | Sacer custos pacis                 |
|                                     | Famille Du Pont ou Dupont D'azur à un pont d'argent, surmonté de trois étoiles d'or, rangées en chef. Angoumois |                                    |
|                                     | Famille du Pontavice D'argent à un pont de trois arches de gueules maçonné de sable. Alias un pont de quatre arches. Normandie, Bretagne |                                    |
|                                     | Famille de Pontevès De gueules à un pont de deux arches et au parapet triangulaire d'or, maçonné de sable. Alias écartelé ; aux 2 et 3 d'or à un loup ravissant d'azur, armé et lampassé de gueules (Agoult). Extraction chevaleresque, Provence. ANF. | Deus ponet super te                |
|                                     | Famille Poterat De gueules au chevron d'or accompagné de trois étoiles du même. Champagne, Normandie |                                    |
|                                     | Famille de Poulpiquet D'azur à trois poules (ou pies) d'argent, becquées et membrées de gueules. Extraction 1240, Bretagne. ANF 1938. | De peu, assez                      |
|                                     | Famille Poute de Nieul, de Puybaudet, marquis D'argent aux trois pals de sable et au chevron du même brochant (et au chef d'argent). Alias d'argent à trois chevrons de sable. Extraction 1427, Limousin, Saintonge. |                                    |
| Blason Famille de Pradier d'Agrain  | Famille de Pradier d'Agrain D'azur aux trois lions d'argent (alias : d'or), armés, lampassés de gueules, et couronnés d'or. Languedoc, Velay. ANF 1945. |                                    |
| Blason Famille du Pré de Saint-Maur | Famille du Pré de Saint-Maur Parti : au 1 d'azur à la bande d'or, chargée de trois cosses de pois de sinople ; au 2 d'argent à la fasce de sinople, accompagnée de trois trèfles du même. Brie, ANF 04/06/1955. | Perire potest timere nescit        |
|                                     | Famille Le Prestre de Vauban, comtes D'azur au chevron d'or surmonté d'un croissant d'argent et accompagné de trois trèfles du second. Filiation 1388, Nivernais, Bourgogne. |                                    |
| Blason Famille de Prevenquieres     | Famille de Prévenquières de Varès Écartelé : au 1 d'argent à deux branches de pervenche de sinople, en forme de couronne ; au 2 d'azur à trois fleurs de lys d'or, 2 et 1, et un bâton péri en bande ; au 3 d'azur semé de fleurs de lys d'or, à une tour d'argent maçonnée de sable et une cotice de gueules brochant sur le tout ; au 4 de gueules à trois besants d'argent. Rouergue |                                    |
|                                     | Famille Prevost alias Prévôt De sinople au chevron d'or. Guyenne |                                    |
|                                     | Famille Prévost de Sansac de Traversay D'argent aux deux fasces de sable, accompagnées de six merlettes du même, 3, 2, 1. Poitou |                                    |
|                                     | Famille de Prie, marquis De gueules à trois tiercefeuilles d'or ; au chef d'argent, chargée d'une aigle de sable. Nivernais | Non degener ortu                   |
|                                     | Famille du Puiset D'argent au lion de gueules, armé et lampassé d'or. Chartres |                                    |

## Q
- Haut – A
- B
- C
- D
- E
- F
- G
- H
- I
- J
- K
- L
- M
- N
- O
- P
- Q
- R
- S
- T
- U
- V
- W
- X
- Y
- Z

| Blason                               | Nom de la famille et blasonnement | Devise            |
| ------------------------------------ | --- | ----------------- |
|                                      | Famille de Quatrebarbes de La Rongère De sable à la bande coticée d'argent. Extraction 1218, Anjou, Maine, Bretagne. ANF 1938.                                                      |                   |
|                                      | Famille de Quélenec du Faou, vicomtes D'hermine, au chef de gueules, chargé de trois fleurs de lys d'or. Extraction chevaleresque, Bretagne.                                        | En Dieu m'attends |
| Blason Famille du Quesnoy de Lusbeke | Famille du Quesnoy de Lusbeke, barons Échiqueté d'or et de gueules. Alias de sable au chevron d'or accompagné en pointe d'une feuille de céleri du même, la tige en bas. Tournaisis |                   |

## R
- Haut – A
- B
- C
- D
- E
- F
- G
- H
- I
- J
- K
- L
- M
- N
- O
- P
- Q
- R
- S
- T
- U
- V
- W
- X
- Y
- Z

| Blason                             | Nom de la famille et blasonnement | Devise                                    |
| ---------------------------------- | --- | ----------------------------------------- |
|                                    | Famille Raffin de Pommier D'azur au chevron d'or, accompagné de trois écrous du même. Bourgogne |                                           |
|                                    | Famille de Reboul De gueules, à trois tortues d'or. Alias à trois besants d'or. Franche-Comté, Languedoc |                                           |
|                                    | Famille Rehez de Sampigny ou Rehès, comtes De gueules au sautoir d'argent. Alias au sautoir d'or. Lorraine, Auvergne, Languedoc |                                           |
|                                    | Famille de Reydet de Vulpillières D'azur, à la fasce d'or, accompagnée de deux étoiles du même en chef et d'un croissant d'argent en pointe. Comtes de Choisy, Savoie. |                                           |
|                                    | Famille Richard de Ruffey D'azur ; au chef d'or chargé de trois tourteaux de gueules. Bourgogne |                                           |
|                                    | Famille Richard de Soultrait D'argent à deux palmes adossées de sinople, accompagnées en pointe d'une grenade de gueules tigée et feuillée de sinople. Alias écartelé ; aux 2 et 3 d'azur à la corne d'abondance d'or. Anoblissement 1461, Comtat Venaissin, Nivernais. ANF 1944. |                                           |
|                                    | Famille du Rieu D'argent à trois fasces ondées d'azur ; au chef du même, chargé de trois fleurs de lys d'or. Extraction chevaleresque, Guyenne, Languedoc. |                                           |
|                                    | Famille de Rieux, marquis D'azur, à dix besants d'or, 3, 3, 3 et 1. Extraction chevaleresque, Bretagne. | À tout heurt Bellier, à tout heurt Rieux  |
|                                    | Famille Rillart de Verneuil D'azur, au lion d'argent, au chef du même chargé de trois merlettes de sable. Picardie |                                           |
|                                    | Famille de Ripert de Fabry d'Alauzier, marquis Écartelé : aux 1 et 4 d'azur à la fleur de lys d'or, à une fasce de gueules brochant sur le tout, chargée à dextre d'un croissant d'argent et à senestre d'un soleil d'or ; aux 2 et 3 d'azur à la bordure d'or et une croix de gueules à double traverse brochant sur le tout. Dauphiné, Provence. ANF 20/11/1975. |                                           |
|                                    | Famille Riquet de Caraman, ducs D'azur à la bande d'or accompagnée en chef d'une demi-fleur de lys d'or, défaillante à dextre, florencée (fleuronnée) du même, et en pointe de trois roses d'argent posées en orle. Alias écartelé, aux 1 et 4 d'azur à la bande d'or accompagnée en chef d'un fer de lance du même et en pointe de trois roses d'argent, aux 2 et 3 de gueules à la bande d'or ; au franc-quartier des barons militaires. Languedoc, Champagne, Hainaut |                                           |
|                                    | Famille Roberge de Boismorel D'azur au chevron d'or accompagné en chef de deux étoiles et en pointe d'un croissant, le tout d'argent. Paris |                                           |
|                                    | Famille Robin de Lourselière De gueules, à trois fers de pique d'argent, 2 et 1, les pointes en bas., Poitou, Bretagne |                                           |
|                                    | Famille de Robineau de Villemont D'or au chevron d'azur, accompagné en chef de deux roses de gueules et en pointe d'un arbre de sinople. Paris |                                           |
|                                    | Maison de Rochechouart, ducs et pairs Fascé-nébulé d'argent et de gueules. Limousin, Poitou. ANF 1939. | Ante mare undæ                            |
| Blason Famille de Rochefort d'Ally | Famille de Rochefort d'Ally De gueules à la bande ondée d'argent, accompagnée de six merlettes du même, rangées en orle. Auvergne, Forez, Velay |                                           |
|                                    | Maison de La Rochefoucauld Burelé d'argent et d'azur ; à trois chevrons de gueules brochant sur le burelé, le premier chevron écimé. Extraction chevaleresque 1019, Angoumois. ANF. | C'est mon plaisir                         |
|                                    | Famille de Rocquigny du Fayel D'argent à trois fers de lance de sable, les pointes en bas. Pays de Caux | Rien de bas ne m'arreste                  |
|                                    | Maison de Rohan De gueules à neuf macles d'or. Bretagne | Roi ne puis, prince ne daigne, Rohan suis |
|                                    | Famille de Roncherolles, marquis D'argent à deux fasces de gueules. Normandie |                                           |
|                                    | Famille de Roquefeuil-Anduze De gueules, écartelé par un filet d'or ; aux douze cordelières du même, trois dans chaque quartier., Alias de gueules, à la cordelière d'or passée en sautoir. Alias écartelé ; aux 1 et 4 de gueules aux trois étoiles d'or. Languedoc, Rouergue |                                           |
|                                    | Famille de Roquefeuil-Blanquefort olim Blanquefort Fascé, contre-fascé d'or et de gueules de quatre pièces ; aux huit cordelières de l'un en l'autre., Alias d'azur, à trois cordelières d'or passées en sautoir. Alias d'azur, aux neuf cordelières d'or, 3, 3, 3. Languedoc, Guyenne |                                           |
| Blason Famille de Roquelaure       | Famille de Roquelaure, barons Écartelé : aux 1 et 4 d'azur à trois rocs d'échiquier d'argent ; aux 2 et 3 d'argent, à deux vaches passantes de gueules, accornées, colletées et clarinées d'azur, l'une sur l'autre, et au chef d'azur chargé de trois étoiles d'or ; sur le tout d'azur au lion d'or. Guyenne |                                           |
|                                    | Famille de Roquemaurel D'azur aux trois rocs d'échiquier d'or, 2 et 1, et au chef d'argent chargé d'un lévrier passant de sable. Extraction, Auvergne, Languedoc. ANF 1940. | Malo mori quam fœdari                     |
|                                    | Famille Rosset de Rocozel de Fleury Écartelé : au 1, d'argent au bouquet fleuri de trois roses de gueules, tigées et feuillées de sinople (de Rosset) ; au 2, de gueules au lion d'or (de Lasset) ; au 3 contre-écartelé d'argent et de sable (de Vissec de Latude) ; au 4, d'azur à trois rocs d'échiquier d'or (de Rocozel) ; sur le tout, d'azur à trois roses d'or (de Fleury). Languedoc, Rouergue                                                                  |                                           |
| Blason Comtes de Roucy             | Maison de Roucy D'or au lion d'azur, armé et lampassé de gueules. Extraction chevaleresque, Champagne, Picardie. |                                           |
|                                    | Famille de Rougé, marquis De gueules à la croix pattée d'argent., Extraction chevaleresque, Bretagne, Anjou. ANF. |                                           |
|                                    | Famille Roujault D'or aux trois billettes de gueules, 2 et 1, et au chef d'azur, chargé de trois étoiles d'or. Île-de-France |                                           |
|                                    | Maison de Rouvroy de Saint Simon Écartelé : aux 1 et 4, de sable à la croix d'argent chargée de cinq coquilles de gueules (Rouvroy) ; aux 2 et 3, échiqueté d'or et d'azur, au chef d'azur chargé de trois fleurs de lys d'or (Saint-Simon). Extraction chevaleresque, Picardie. ANF 1953. |                                           |
|                                    | Famille Le Roux de Bretagne De gueules au lion d'or, armé, lampassé du même ; à la bande d'azur chargée de trois étoiles d'argent brochant sur le tout. Artois, Flandre |                                           |
| Blason Famille Roux de Puivert     | Famille Roux de Puivert, marquis D'argent à six mouchetures d'hermine de sable. Ancienne extraction 1372, Languedoc. |                                           |
|                                    | Famille Roy de Lachaise D'azur au chevron d'or accompagné de trois rencontres de buffle du même. Bourbonnais |                                           |
|                                    | Famille de Roye De gueules à la bande d'argent. Picardie |                                           |
|                                    | Famille Ruault Palé d'or et d'azur. Normandie |                                           |
|                                    | Famille de Ruffray de Mongresse D'argent, à la guivre de sable, lampassée de gueules, en barre, accompagnée de trois glands de sinople à cupule de gueules, un en chef, un au flanc senestre, un en pointe., Périgord, Aunis |                                           |
|                                    | Famille de Rumet De sable à trois molettes d'éperon, à cinq pointes d'argent. Picardie | Joyeux espoir                             |
| Blason Famille Ruzé                | Famille Ruzé, marquis De gueules au chevron fascé-ondé d'argent et d'azur de six pièces, accompagné de trois lions d'or. Touraine |                                           |

## S
- Haut – A
- B
- C
- D
- E
- F
- G
- H
- I
- J
- K
- L
- M
- N
- O
- P
- Q
- R
- S
- T
- U
- V
- W
- X
- Y
- Z

| Blason                          | Nom de la famille et blasonnement | Devise                        |
| ------------------------------- | --- | ----------------------------- |
|                                 | Famille de Sablé D'or à l'aigle d'azur. Maine |                               |
|                                 | Maison de Sabran De gueules au lion d'argent. Extraction, Provence. | Noli irritare leonem          |
|                                 | Famille de Sade, marquis De gueules à l'étoile de huit rais d'or, chargée d'une aigle éployée (bicéphale, ndlr) de sable, becquée, [membrée], diadémée de gueules. Extraction 1302, Provence. ANF 1974.                                                                                                  |                               |
|                                 | Famille Saguez de La Baume de Breuvery D'azur au chevron d'or accompagné de trois cors de chasse d'argent, virolés et liés d'or. Champagne | Clémence et vaillance         |
|                                 | Famille de Saignard de La Fressange Écartelé : aux 1 et 4 d'azur au sautoir d'or (Saignard) ; aux 2 et 3 d'azur à l'aigle éployée d'argent (Allier de La Fressange). Languedoc, Forez |                               |
| Blason Famille de Saint-Exupery | Famille de Saint-Exupéry, comtes Écartelé, aux 1 et 4 d'or au lion de gueules ; aux 2 et 3, d'azur à l'épée d'argent en pal montée d'or. Limousin, Guyenne |                               |
|                                 | Famille de Saint-Georges, marquis D'argent à la croix de gueules. Alias écartelé ; aux 2 et 3 fascé-nébulé d'argent et de gueules (Rochechouart). Marche, Poitou |                               |
|                                 | Famille de Saint-Phalle, marquis D'or à la croix ancrée de sinople. Extraction 1230, Nivernais, Bourgogne, Champagne. ANF 1935. | Cruce Deo, gladio regi jungor |
|                                 | Famille de Saint-Pol D'argent au sautoir dentelé de sable., Alias au sautoir de sable accompagné en chef de trois roses de gueules. Normandie, ANF 1946 |                               |
|                                 | Famille de Saintignon De gueules à trois tours d'or, ajourées et maçonnées de sable. Ancienne extraction 1498, Lorraine. ANF 1938. |                               |
|                                 | Famille de Sales D'azur à deux fasces d'or, remplies de gueules, accompagnées d'un croissant d'or posé en chef, et de deux étoiles du même, l'une en abîme et l'autre en pointe. Savoie |                               |
|                                 | Famille de Sallenove Palé d'argent et de gueules, à la bande d'or. Savoie |                               |
|                                 | Famille Sallonier de Chaligny D'azur, à la salamandre d'or, sur son brasier de gueules. Nivernais |                               |
|                                 | Maison de Sancerre D'azur, à une bande d'argent, accompagnée de deux cotices potencées et contre-potencées d'or (Champagne), au lambel de gueules brochant sur le tout. Champagne | Passe avant le meilleur       |
|                                 | Famille de Sarcus De gueules au sautoir d'argent cantonné de quatre merles de même. Ancienne extraction 1410, Picardie. ANF 1994. |                               |
|                                 | Famille Le Saulnier de Saint-Jouan D'azur à trois poissons nageants d'or, l'un sur l'autre. Bretagne |                               |
|                                 | Famille de Saulx de Tavannes, vicomtes D'azur au lion d'or, armé et lampassé de gueules. Bourgogne |                               |
|                                 | Famille de La Saussaye D'argent au chevron de gueules accompagné de trois saules de sinople rangés en chef et en pointe d'un porc-épic de sable. Orléanais |                               |
|                                 | Famille de Scorailles D'azur, à trois bandes d'or. Auvergne, Limousin, Languedoc. |                               |
|                                 | Famille Scott de Martinville D'or à trois têtes de lion de gueules, arrachées, languées d'azur. Famille écossaise établie en Bretagne. |                               |
|                                 | Famille de Ségur Écartelé, aux 1 et 4 de gueules au lion d'or, aux 2 et 3 d'argent plein. Limousin, Guyenne |                               |
|                                 | Famille de Selve, comtes D'azur à deux fasces ondées d'argent. Limousin, Île-de-France |                               |
|                                 | Famille de La Selve du Fain D'argent, au lion de gueules. Languedoc. ANF 5/12/1952. |                               |
|                                 | Famille de Selves De gueules, à trois pals d'or, à la bordure d'hermine. Languedoc |                               |
|                                 | Famille de Selves Parti : au 1 d'azur à la tour d'argent, au 2 de gueules à deux fasces d'or. Rouergue, Quercy |                               |
|                                 | Famille de Semur, barons D'argent à trois bandes de gueules. Brionnais |                               |
|                                 | Famille de Serres D'argent au chevron d'azur, chargé de trois étoiles d'or, et accompagné de trois trèfles de sinople. Vivarais |                               |
|                                 | Famille de Sesmaisons, marquis De gueules à trois tours de maison d'or, 2 et 1. Alias à trois tours d'or ouvertes, ajourées et maçonnées de sable. Bretagne, Normandie. ANF 1982. |                               |
|                                 | Famille de Seyssel Gironné d'or et d'azur de huit pièces. Origine : Savoie |                               |
|                                 | Famille de Sèze De gueules au château du Temple d'argent, accompagné en chef de deux étoiles d'or et en pointe de seize fleurs de lys d'argent, 7, 6 et 3. Alias d'azur, à trois tours d'argent rangées en fasce, accompagnées en chef de deux étoiles d'or et en pointe d'un croissant du même. Guyenne | 26 décembre 1792              |
|                                 | Famille de Sillol ou Silhol D'azur à la bande d'or, chargée de trois têtes d'aigle de sable, languées de gueules. Dauphiné |                               |
|                                 | Famille de Simiane, marquis D'or semé de tours d'azur et de fleurs de lys du même. Provence | Sustentant lilia turres       |
|                                 | Famille de Solages D'azur au soleil d'or. Extraction chevaleresque, substitution 1417, Rouergue. ANF 1939. | Sol agens                     |
|                                 | Famille de Solignac D'argent ; au chef de gueules. Velay |                               |
|                                 | Famille Soult, ducs de Dalmatie D'or, à un écusson de gueules en abîme, chargé de trois têtes de léopard d'or, 2 et 1 ; au chef de l'écu de gueules semé d'étoiles d'argent. Languedoc |                               |
|                                 | Famille Surcouf, barons D'argent au chevron de sable chargé de trois coquilles d'or, au chef du second chargé d'un lion léopardé d'or. Origine : Bretagne |                               |
|                                 | Famille de Suremain D'azur au chevron d'or, accompagné d'une main d'argent en pointe. Bourgogne |                               |

## T
- Haut – A
- B
- C
- D
- E
- F
- G
- H
- I
- J
- K
- L
- M
- N
- O
- P
- Q
- R
- S
- T
- U
- V
- W
- X
- Y
- Z

| Blason                       | Nom de la famille et blasonnement | Devise                   |
| ---------------------------- | --- | ------------------------ |
|                              | Famille de La Taille de Trétinville De sable au lion d'or, lampassé de gueules, armé et couronné d'or. Alias au lion d'or, couronné d'or, armé et lampassé de gueules. Gâtinais. ANF 15/06/1957.                                                                                     |                          |
|                              | Famille de Talaru Parti d'or et d'azur à la cotice de gueules brochant sur le tout. Lyonnais, Forez |                          |
|                              | Maison de Talleyrand-Périgord De gueules, à trois lions d'or, armés, lampassés et couronnés d'azur. Filiation 1245, ducs de Talleyrand-Périgord (1817). | Re que Diou              |
|                              | Famille Tarbé des Sablons et de Vauxclairs, Saint-Hardouin D'azur au chevron d'or, accompagné de trois molettes d'argent (alias : du même). Île-de-France, ANF 1962. |                          |
|                              | Famille Tardieu Coupé au premier d'or, à la fasce de sable ; au deuxième de sinople, à l'écureuil d'argent. Provence, Auvergne |                          |
|                              | Famille de Tascher D'azur à trois bandes d'or, chargées chacune de trois tourteaux de gueules. Alias d'argent à trois fasces abaissées d'azur, chargées chacune de trois sautoirs d'argent, et surmontées de deux soleils de gueules en chef. Perche, Orléanais, Martinique          |                          |
|                              | Famille Le Tellier de Louvois, marquis D'azur à trois lézards d'argent, posés en pal, rangés en fasce ; au chef de gueules chargé de trois étoiles d'or. Île-de-France |                          |
| Blason Famille Terrasson     | Famille Terrasson D'azur à un monde d'or, accompagné en pointe de deux étoiles du même. Lyonnais |                          |
|                              | Famille Testard du Cosquer D'argent au lion de gueules. Bretagne |                          |
|                              | Famille Testot-Ferry, barons D'azur à la fasce d'or accompagnée en chef d'une tête de profil casquée du même, accostée de deux étoiles d'argent, et en pointe d'un lion passant d'or, armé et lampassé de gueules, tenant de la patte dextre une épée d'argent. Bourgogne, ANF 1951. |                          |
|                              | Famille de Thiboutot D'argent, au sautoir dentelé de gueules. Alias au sautoir de gueules engrêlé de sable. Normandie |                          |
| Blason Thiers                | Famille de Thiers, vicomtes D'or au lion de gueules. Auvergne |                          |
|                              | Maison de Thouars, vicomtes D'or semé de fleurs de lys d'azur, au canton de gueules. Poitou, Bretagne |                          |
|                              | Famille de Thoury D'azur au rencontre de cerf d'argent, surmonté d'un rais d'escarboucle fleurdelisé d'or, accosté de deux fleurs de lys du même en pointe. Nivernais, Bourbonnais                                                                                                   |                          |
|                              | Famille Le Tonnelier de Breteuil, marquis D'azur à un épervier essorant d'or, longé et grilleté du même. Anoblissement 1518, Beauvaisis, Île-de-France. ANF 1969. | Nec spe, nec metu        |
|                              | Famille de Touchebœuf D'azur à deux bœufs d'or, l'un sur l'autre. Périgord, Quercy |                          |
| Blason La Tour d'Auvergne    | Maison de La Tour d'Auvergne D'azur semé de fleurs de lys d'or, à la tour d'argent maçonnée de sable brochant sur le tout., Alias écartelé ; aux 2 et 3 de gueules à la croix de Toulouse d'or ; sur le tout d'or au gonfanon de gueules frangé de sinople. Auvergne                 |                          |
|                              | Famille de Tournebu D'argent à la bande d'azur. Normandie |                          |
|                              | Famille de Tournemire D'or à trois bandes de sable, au franc-quartier d'hermine ; à la bordure de gueules chargée de onze besants d'or., Alias à la bordure de gueules chargée de onze besants d'or, au franc-quartier d'hermine. Auvergne                                           |                          |
| Blason Famille de la Tousche | Famille de La Tousche d'Avrigny alias de La Touche D'or au lion de sable armé, lampassé et couronné de gueules. Poitou |                          |
| Blason Tranchant             | Famille Tranchant de Borrey et de La Verne, comtes D'azur au dauphin d'argent couronné d'or ; au chef d'argent chargé de trois mouchetures d'hermine de sable. Franche-Comté |                          |
|                              | Maison de La Trémoille ou Trémouille, ducs et pairs D'or au chevron de gueules accompagné de trois aiglettes d'azur, becquées et membrées de gueules. Extraction chevaleresque, Poitou, Bretagne, Bourgogne. ANF 1948.                                                               | Sans sortir de l'ornière |
|                              | Famille Trémolières de La Trémolière Parti d'or et de gueules, à trois meules de moulin l'un en l'autre. Alias d'argent, à trois meules de moulin de sinople. Rouergue |                          |
|                              | Famille de Trie D'or à la bande d'azur. Île-de-France |                          |

## U
- Haut – A
- B
- C
- D
- E
- F
- G
- H
- I
- J
- K
- L
- M
- N
- O
- P
- Q
- R
- S
- T
- U
- V
- W
- X
- Y
- Z

| Blason | Nom de la famille et blasonnement                           | Devise |
| ------ | ----------------------------------------------------------- | ------ |
|        | Famille d'Urfé, marquis De vair ; au chef de gueules. Forez |        |

## V
- Haut – A
- B
- C
- D
- E
- F
- G
- H
- I
- J
- K
- L
- M
- N
- O
- P
- Q
- R
- S
- T
- U
- V
- W
- X
- Y
- Z

| Blason                       | Nom de la famille et blasonnement | Devise                                                                    |
| ---------------------------- | --- | ------------------------------------------------------------------------- |
|                              | Famille Le Vaillant du Douet D'azur à un senestrochère, paré de gueules, mouvant d'une nuée d'argent, et tenant une épée du même, garnie d'or. Normandie |                                                                           |
|                              | Famille de Valbelle D'azur à un lévrier rampant d'argent, colleté de gueules. Alias écartelé, aux 1 et 4 de gueules à la croix de Toulouse d'or, aux 2 et 3 de gueules au lion couronné d'or ; sur le tout d'azur au lévrier d'argent colleté de gueules. Provence | Fidelis et audax                                                          |
|                              | Famille de La Valette de Parisot et de Morlhon De gueules à un gerfaut d'argent ayant la patte dextre levée. Alias parti ; au 2, de gueules au lion d'or armé et lampassé d'argent (Morlhon). Rouergue                                                             |                                                                           |
|                              | Famille de Valous De gueules à l'hermine d'argent colletée d'un mantelet de Bretagne ; au chef d'azur chargé de trois étoiles d'or. Lyonnais |                                                                           |
| Blason Famille de Vassal     | Famille de Vassal de Rignac D'azur à la bande d'argent remplie de gueules, chargée de trois besants d'or et accompagnée de deux étoiles du même, une en chef et une en pointe. Quercy, Périgord                                                                    |                                                                           |
|                              | Famille de Vassinhac d'Imécourt alias Vassignac, comtes D'azur à la bande d'argent [bordée] de sable. Limousin, Champagne |                                                                           |
|                              | Famille du Vergier de La Rochejaquelein, marquis De sinople à la croix d'argent, chargée d'une coquille de gueules et cantonnée de quatre coquilles du second. Poitou                                                                                              | Si j'avance, suivez-moi, si je recule tuez-moi, si je meurs, vengez-moi ! |
|                              | Maison de Vergy De gueules à trois quintefeuilles d'or. Alias à la bordure d'argent. Bourgogne |                                                                           |
|                              | Famille de Verthamon Écartelé : au 1 de gueules au lion léopardé d'or ; aux 2 et 3 cinq points d'or équipollés de quatre d'azur ; au 4 de gueules plein. Extraction 1550, Limousin. ANF 1965.                                                                      | Fais que dois, advienne que pourra                                        |
|                              | Famille de Vielchastel D'azur à trois lions d'or. Picardie |                                                                           |
|                              | Famille Viénot de Vaublanc De gueules au lion passant d'or ; au chef d'argent chargé d'un soleil (alias : rose) de gueules accosté de deux grappes de raisin de sable (de pourpre). Bourgogne, Saintonge                                                           |                                                                           |
|                              | Famille de Villeneuve d'Arifat, marquis De gueules à une épée d'argent, garnie d'or, posée en bande, la pointe en bas. Languedoc | Sicut sol emicat ensis                                                    |
| Blason Famille de Villeneuve | Famille de Villeneuve-Bargemont, marquis De gueules fretté de six lances de tournoi d'or, semé dans les claires-voies d'écussons du même ; sur le tout d'azur à une fleur de lys d'or. Provence                                                                    | Per hæc regnum et imperium                                                |
|                              | Famille de Villequier De gueules à la croix fleurdelisée d'or, cantonnée de douze billettes du même. Normandie |                                                                           |
|                              | Famille de Vimeur de Rochambeau, marquis D'azur, au chevron d'or, accompagné de trois molettes d'éperon du même. Alias trois molettes d'argent. Vendômois | Vivre en preux, y mourir                                                  |
|                              | Famille de Virieu, comtes D'azur à trois annelets concentriques (vires) d'or. Extraction, Dauphiné. ANF 1935. | Virescit vulnere virtus et Sine fine                                      |
|                              | Famille de Vissec de Latude Écartelé : aux 1 et 4 échiqueté d'or et de gueules de seize points (Lodève) ; aux 2 et 3 contre-écartelé d'or et de gueules (Saint-Étienne) ; sur le tout écartelé d'argent et de sable (Vissec). Languedoc                            |                                                                           |
| Blason Vogue                 | Famille de Vogüé, marquis D'azur à un coq chantant d'or, barbé et crêté de gueules. Extraction, Languedoc. ANF 1937. | Sola vel voce leones terreo                                               |
|                              | Famille de Vuillefroy de Silly et Vuillefroy-Cassini D'azur à deux levrettes rampantes affrontées et accolées d'argent. Anoblissement 1815, Bretagne, Soissonnais. ANF 2013.                                                                                       |                                                                           |

## W
- Haut – A
- B
- C
- D
- E
- F
- G
- H
- I
- J
- K
- L
- M
- N
- O
- P
- Q
- R
- S
- T
- U
- V
- W
- X
- Y
- Z

| Blason | Nom de la famille et blasonnement | Devise                  |
| ------ | --- | ----------------------- |
|        | Famille de Waresquiel D'argent au chevron de sable. Anoblissement 1643, Flandre. |                         |
|        | Famille de Wendel De gueules à trois marteaux d'or emmanchés du même, liés d'azur, les deux du chef passés en sautoir, le troisième brochant en pal et renversé ; à un tube de canon, aussi d'or, mis en fasce à la pointe de l'écu ; le dit écu bordé d'argent. Lorraine |                         |
|        | Famille de Widranges D'azur à trois cygnes d'argent becqués et membrés d'or. Extraction chevaleresque, Lorraine |                         |
|        | Famille de Wissocq De gueules à la fasce d'argent accompagnée de trois losanges d'or. Artois |                         |
|        | Famille de Wolbock De gueules à la fasce d'or. Extraction, naturalisation 1573, Soissonnais. ANF 1992. | Potius mori quam mutare |

## Y
- Haut – A
- B
- C
- D
- E
- F
- G
- H
- I
- J
- K
- L
- M
- N
- O
- P
- Q
- R
- S
- T
- U
- V
- W
- X
- Y
- Z

| Blason | Nom de la famille et blasonnement | Devise |
| ------ | --- | ------ |
|        | Famille d'Yzarn De sable, au pairle d'or. Rouergue |        |
|        | Famille d'Yzarn de Freissinet de Valady ou Izarn De gueules au lévrier passant d'argent, colleté d'or ; au chef cousu d'azur chargé de trois étoiles d'or. Rouergue                                                                       |        |
|        | Famille d'Yzarn de Villefort-Cornus ou Izarn, Isarn D'azur, à la fasce d'or, accompagnée en chef de trois besants, et en pointe d'un croissant du même. Alias la fasce d'argent, les besants et le croissant de même. Languedoc, Rouergue |        |

## Z
- Haut – A
- B
- C
- D
- E
- F
- G
- H
- I
- J
- K
- L
- M
- N
- O
- P
- Q
- R
- S
- T
- U
- V
- W
- X
- Y
- Z

| Blason | Nom de la famille et blasonnement | Devise |
| ------ | --- | ------ |
|        | Famille van Zeller d'Oosthove D'argent à une étoile de gueules accompagnée de trois merlettes de sable 2 et 1. Alias l'étoile de sable. Flandre, Picardie. ANF 21/12/1963. |        |

#### Armoriaux nationaux
- Jean-Baptiste Rietstap, Armorial général, t. 1 et 2, Gouda, G.B. van Goor zonen, 1884-1887.
- Jean-Baptiste Rietstap, Armorial général des familles nobles et patriciennes de l'Europe, 1861, 1re éd. (lire en ligne).
- Charles d'Hozier, Armorial général de France : dressé en vertu de l'édit de 1696, 1701-1800.
- Gustave Chaix d'Est-Ange, Dictionnaire des familles françaises anciennes ou notables à la fin du XIXe siècle, t. 1-20, 1903-1929 (lire en ligne).
- François-Alexandre de La Chesnaye des Bois, Dictionnaire de la noblesse, t. 1-19, 1863-1876.
- J.-B. Pierre Jullien de Courcelles, Dictionnaire universel de la noblesse de France, t. 1-5, 1820-1822.
- Henri Jougla de Morenas et Raoul de Warren, Grand armorial de France, t. 1-7, Paris, 1934-1952.
- Henri Gourdon de Genouillac, Recueil d'armoiries des maisons nobles de France, Paris, E. Dentu, 1860 (lire en ligne).
- Nicolas Viton de Saint-Allais, Nobiliaire universel de France : ou recueil général des généalogies historiques des maisons nobles de ce royaume, t. 1-21, Paris, 1872-1877 (lire en ligne).
- Camille-Philippe Dayre de Mailhol, Dictionnaire historique et héraldique de la noblesse française : rédigé dans l'ordre patronymique, Paris, 1895-1896, t. I, t. II.
- Claude de Magny, Livre d'or de la Noblesse, vol. 3, Paris, 1846 (lire en ligne).
- Pierre-Paul Dubuisson, Armorial des principales maisons et familles du royaume : principalement de celles de Paris et de l'Île de France, Paris, 1757, t. I, t. II.
- Henri Rolland, Armorial général : supplément à l'œuvre de J.-B. Rietstap, Paris, 1937 (BNF 31216573, via euraldic.com).
- André Borel d'Hauterive (dir.) et al., Annuaire de la noblesse de France : et des maisons souveraines de l'Europe (publication), Paris, 1843-1938 (lire en ligne).

#### Armoriaux régionaux
- Ambroise Tardieu, Dictionnaire des anciennes familles de l'Auvergne, Moulins, Imprimerie Desrosiers, 1884 (lire en ligne).

#### Dictionnaires
- Amédée de Foras, Le blason : dictionnaire et remarques, Grenoble, J. Allier éditeur, 1883 (lire en ligne).